# 愛宕 (福岡市)
愛宕（あたご）は、福岡県福岡市西区にある地名。現行の行政地名は、愛宕一丁目から四丁目まで。面積は64.78ヘクタール。2022年9月末現在の人口は6,786人。郵便番号は819-0015。

## 地理
福岡市の「都心部」とされる中央区天神等の西方約6キロメートル、西区の北東部、室見川河口の左岸に位置する。北でマリナ通りを挟んで豊浜と、東で室見川を介して百道及び室見と、南で鳥飼姪の浜線を挟んで愛宕南と、西で姪浜と隣接する。町域内は主に住宅地として土地利用がなされている。また、町内には鷲尾愛宕神社がある。

### 河川
町域に流れる河川は次の通り。すべて室見川水系の二級河川である。
- 室見川

主な河川の写真
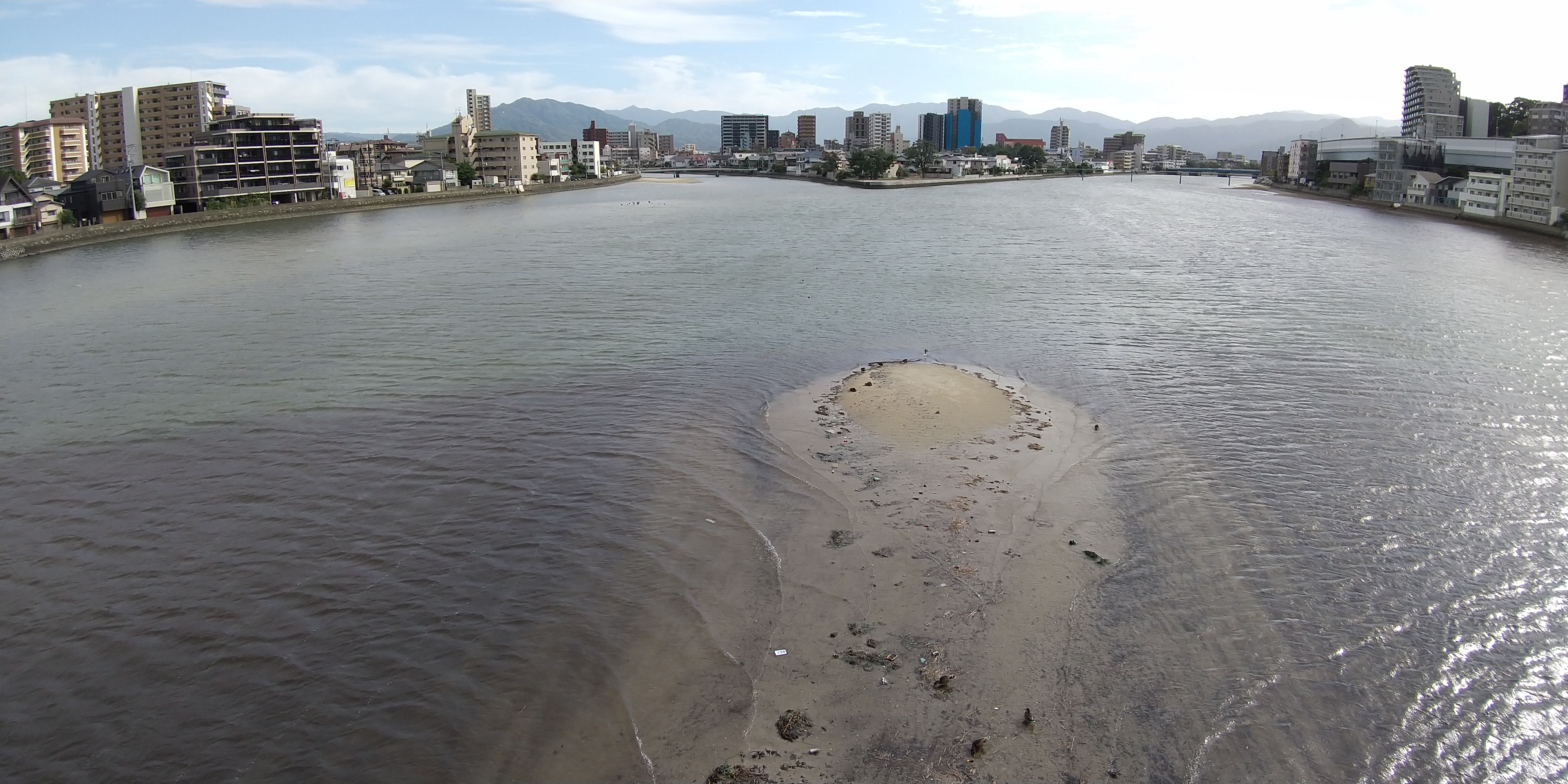
室見川及び金屑川（愛宕大橋の上流側、左から早良区百道、支流の金屑川、室見、本流の室見川、愛宕）
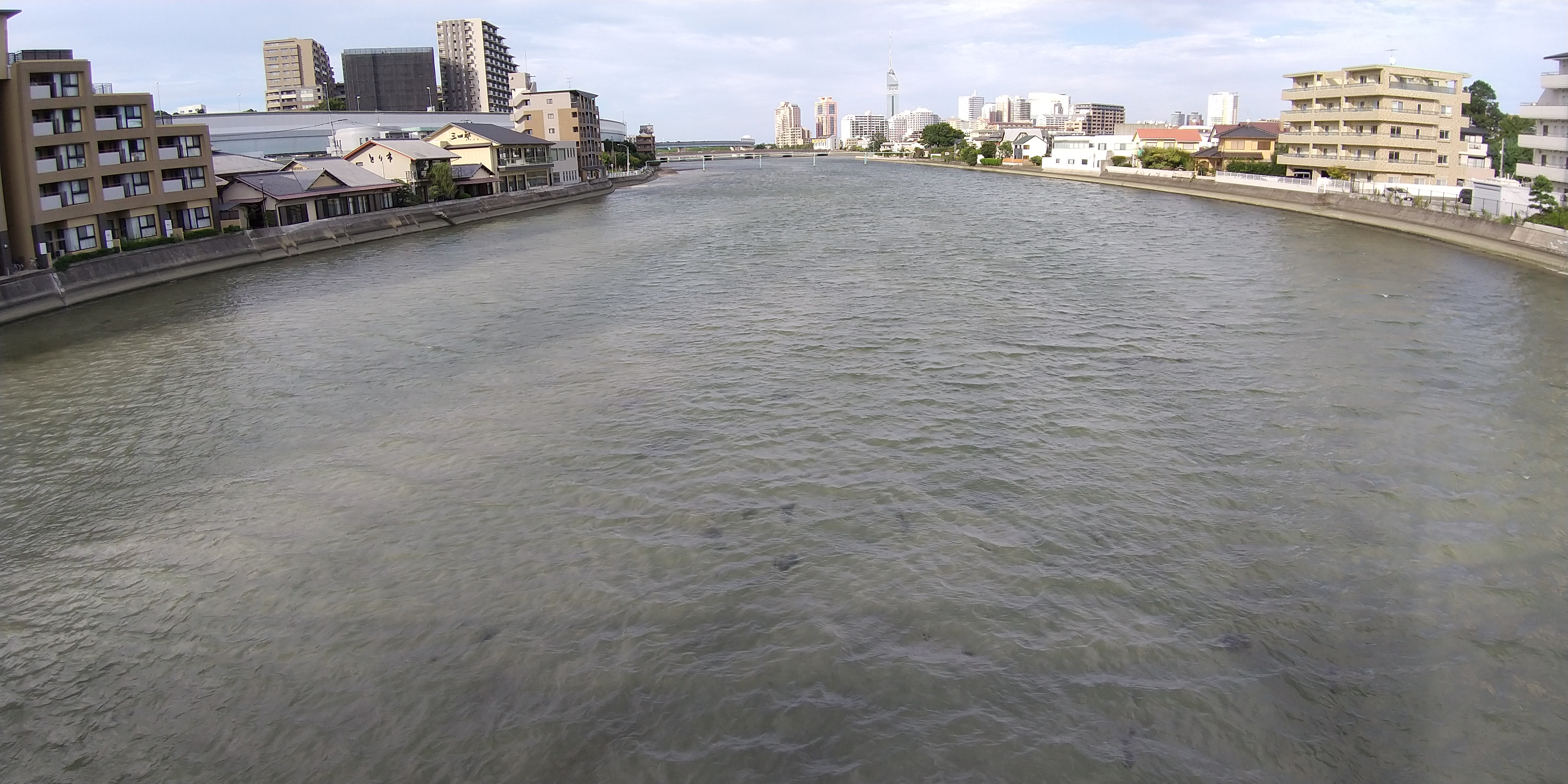
室見川（室見橋の下流側、左：西区愛宕、右：早良区室見）

### 都市計画
都市計画に関しては、「福岡市都市計画マスタープラン」において定められた方針については次のとおりである。交通ネットワークとして都市の骨格となる明治通りの沿道や幹線道路であるマリナ通り及び愛宕通りの沿道は、商業、業務、サービス施設や中高層住宅などが連続した「都市軸」や「沿道軸」に位置付けられている。室見川の河川沿いが散策・憩いの場となるとともに、緑と広がりのある景観が連続したゆとりと潤いのある水辺空間として「河川緑地軸」に位置付けられている。土地利用については、戸建住宅などの低層住宅が大部分を占めるが、一部中層住宅などが立地する「低中層住宅ゾーン」と位置付けられており、良好な住環境の保全・形成、緑化の推進、低層住宅と中層住宅の調和などがまちづくりの視点とされている。また、利便性が高い地域の拠点となる「地域拠点」に位置づけられる「姪浜地区」とも近い。用途地域は次のとおりである。町内を横断する明治通りの道路境界線から南側概ね30メートルの範囲は商業地域、マリナ通り及び愛宕通りの道路境界線から概ね50メートルの範囲は第二種住居地域、これら以外の範囲は第一種住居地域に指定されている。特別緑地保全地区は、愛宕山の緑地等が「愛宕山特別緑地保全地区」に指定されている。建築協定は、愛宕三丁目の一部の区域において、「愛宕三丁目二区建築協定」が定められ、住宅地としての環境を高度に維持促進することについて協定が締結されており、通常の用途地域の規制に加えて、さらに建築物の高さ、用途等に関する制限が加えられている。

## 歴史

### 町域の変遷
| 住居表示実施後       | 実施年月日         | 住居表示実施前（各大字の一部） |
| -------------------- | ------------------ | ------------------------------ |
| 愛宕1丁目〜愛宕4丁目 | 1976年（昭和51年） | 姪浜町                         |

## 人口
愛宕一丁目から愛宕四丁目までを合わせた人口の推移を福岡市の住民基本台帳（公称町別）に基づき示す（単位：人）。集計時点は各年9月末現在である。
- 2001年（平成13年）：4,817
- 2002年（平成14年）：4,901
- 2003年（平成15年）：5,374
- 2004年（平成16年）：5,332
- 2005年（平成17年）：5,440
- 2006年（平成18年）：5,458
- 2007年（平成19年）：5,482
- 2008年（平成20年）：5,550
- 2009年（平成21年）：5,901
- 2010年（平成22年）：6,066
- 2011年（平成23年）：6,228
- 2012年（平成24年）：6,294
- 2013年（平成25年）：6,321
- 2014年（平成26年）：6,399
- 2015年（平成27年）：6,668
- 2016年（平成28年）：6,755
- 2017年（平成29年）：6,785
- 2018年（平成30年）：6,834
- 2019年（令和元年）：6,848
- 2020年（令和2年）：6,822
- 2021年（令和3年）：6,864
- 2022年（令和4年）：6,786

## 施設

### 公共・公益施設
- 福岡市愛宕公民館[注釈 5]
- 福岡愛宕郵便局[注釈 6]
- 弁天町ポンプ場[注釈 7]
- 姪浜変電所[注釈 8]
- 愛宕4号公園[注釈 9]
- 愛宕1号公園[注釈 10]
- 愛宕3号公園[注釈 11]
- 愛宕東公園[注釈 12]
- 愛宕北公園[注釈 13]
- ひだまり（愛宕3丁目1区集会所）[注釈 14]

主な公共・公益施設の写真
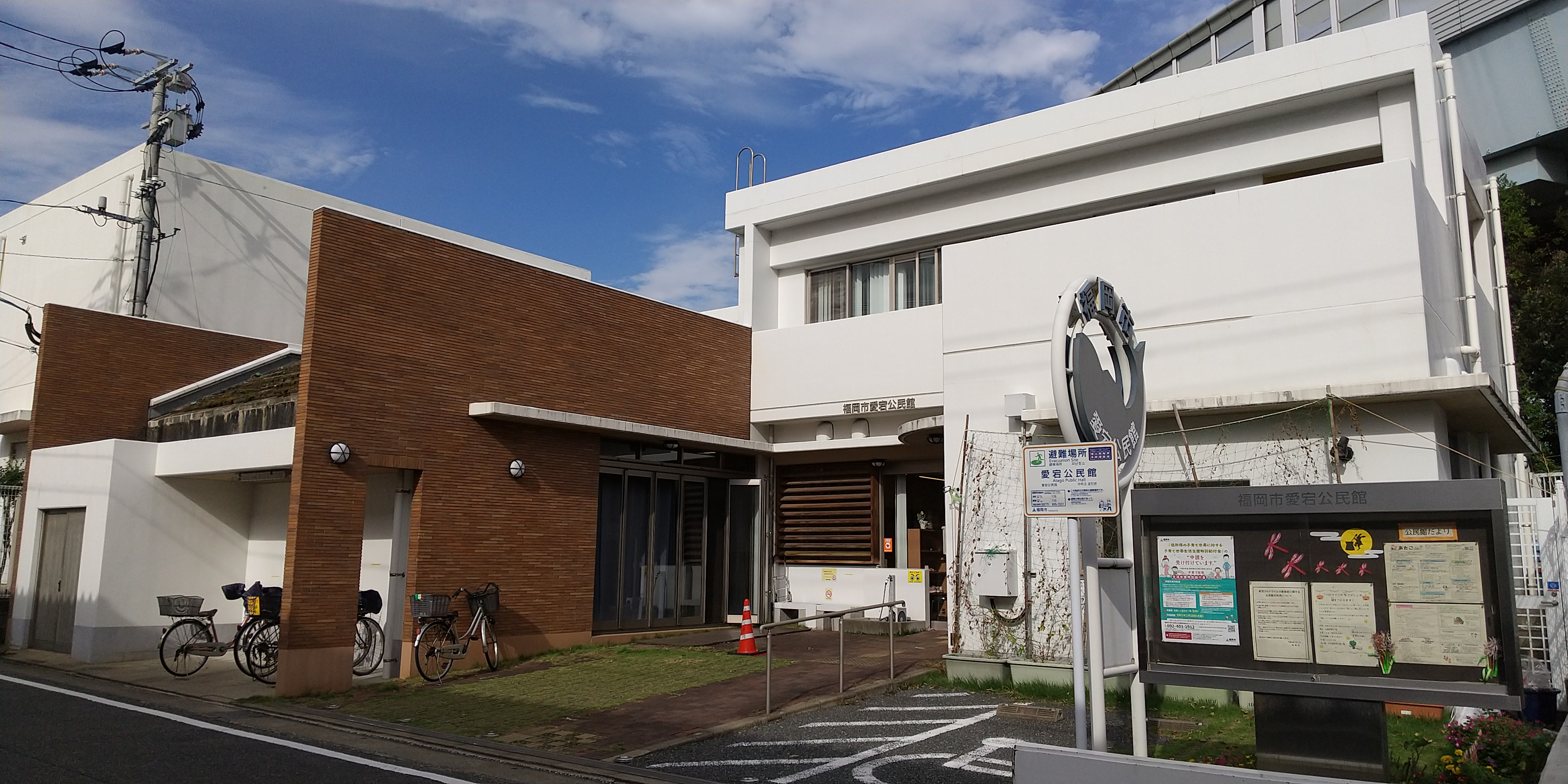
愛宕公民館
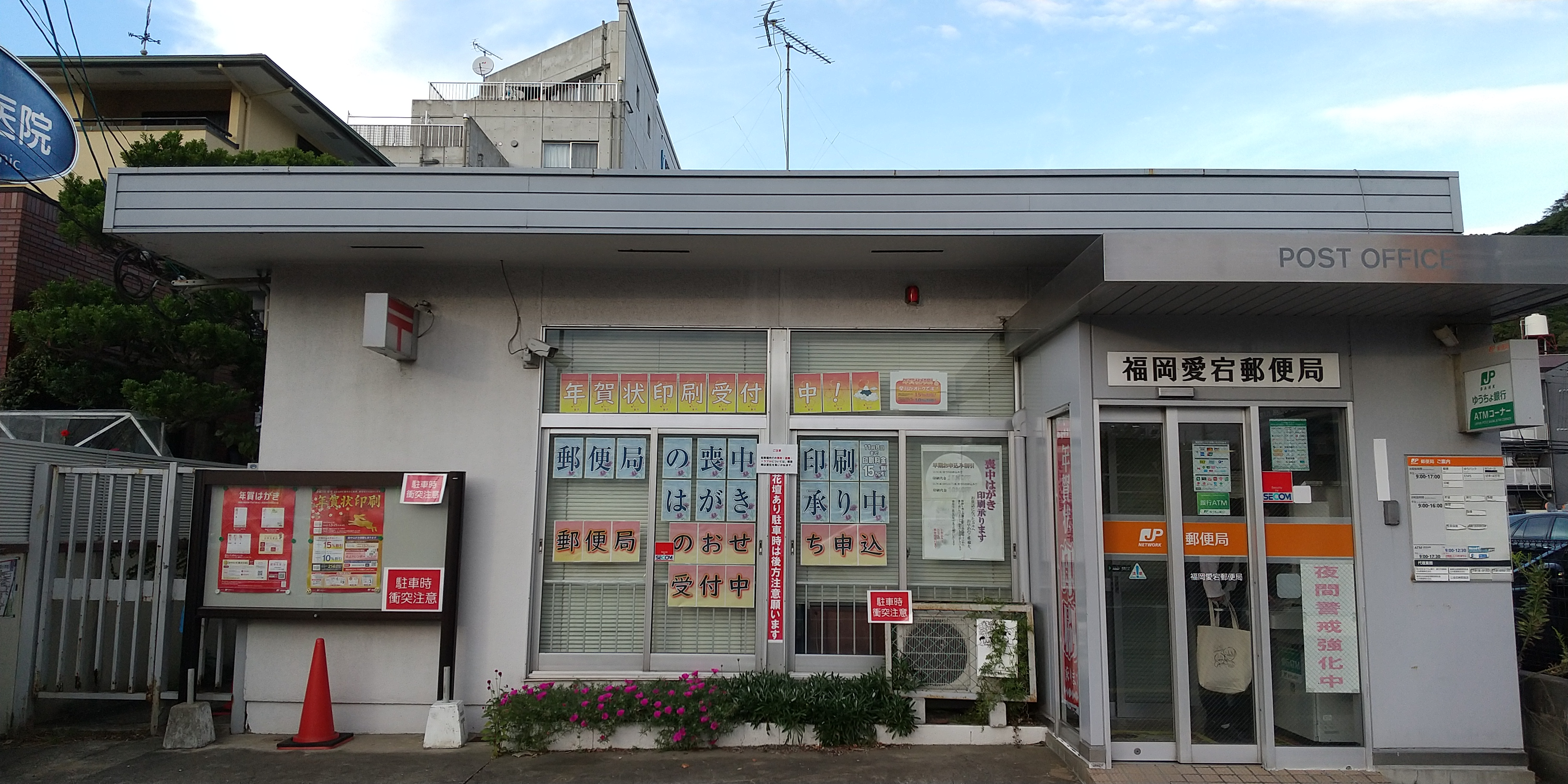
福岡愛宕郵便局
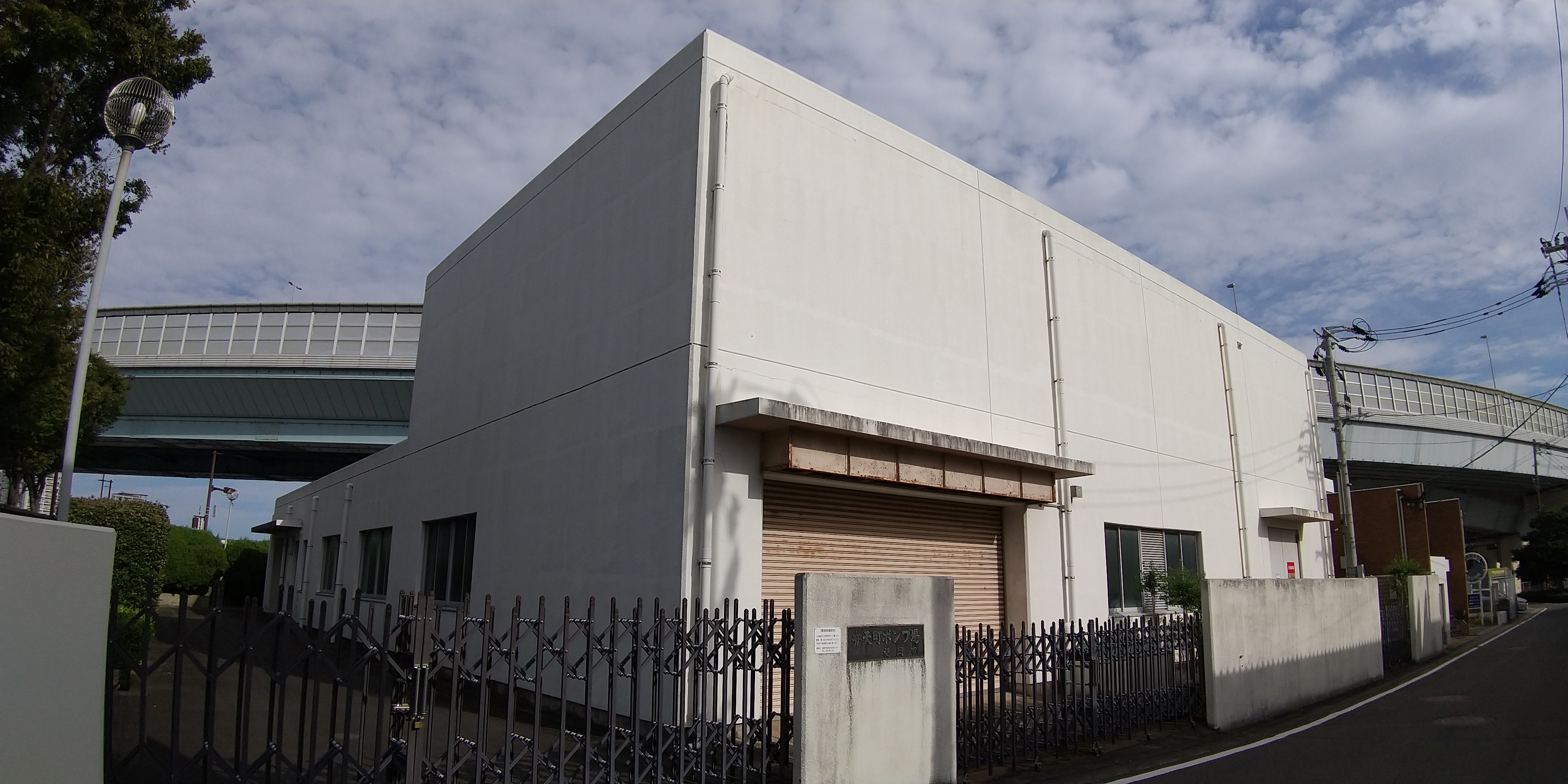
弁天町ポンプ場
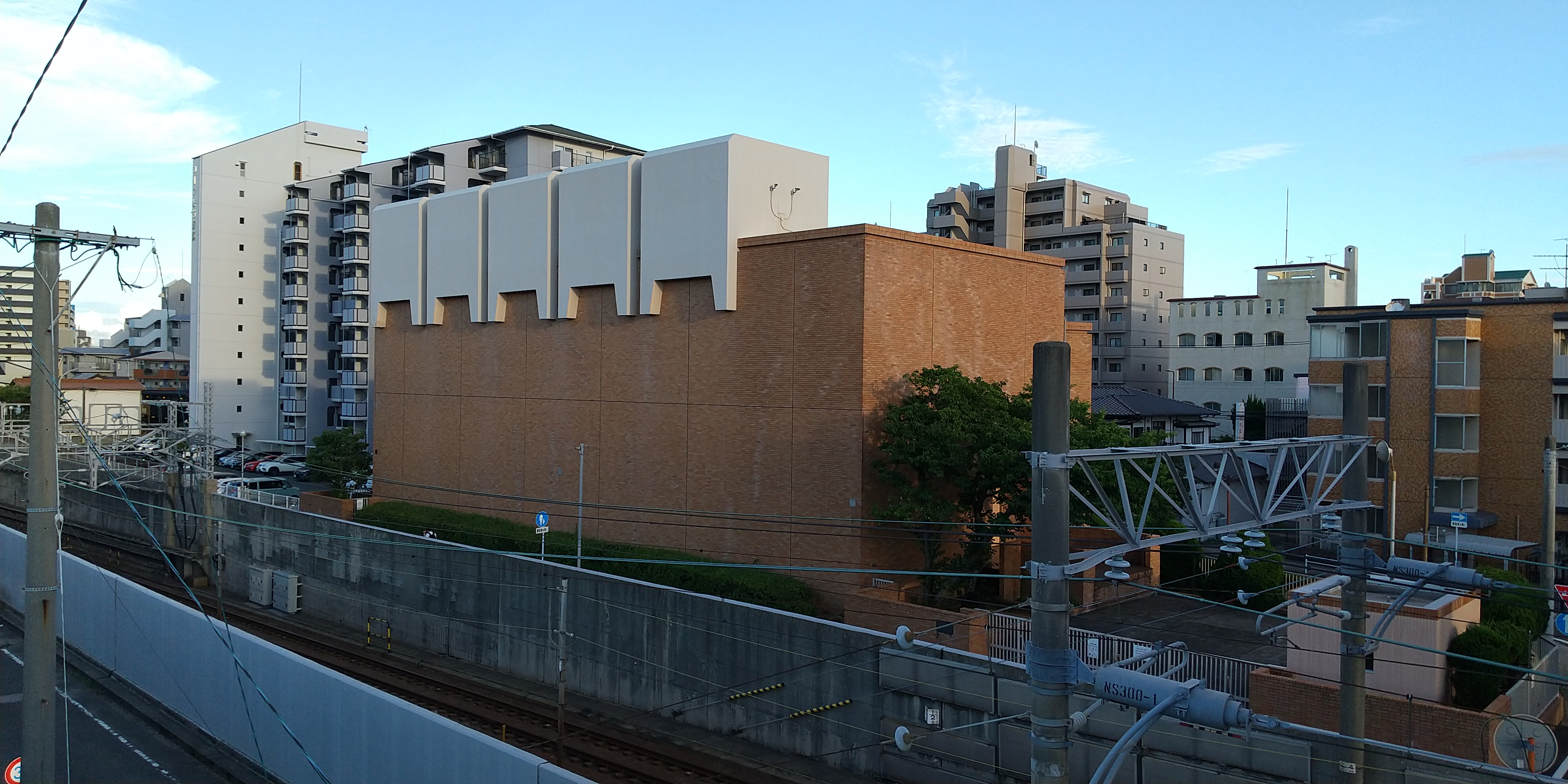
姪浜変電所
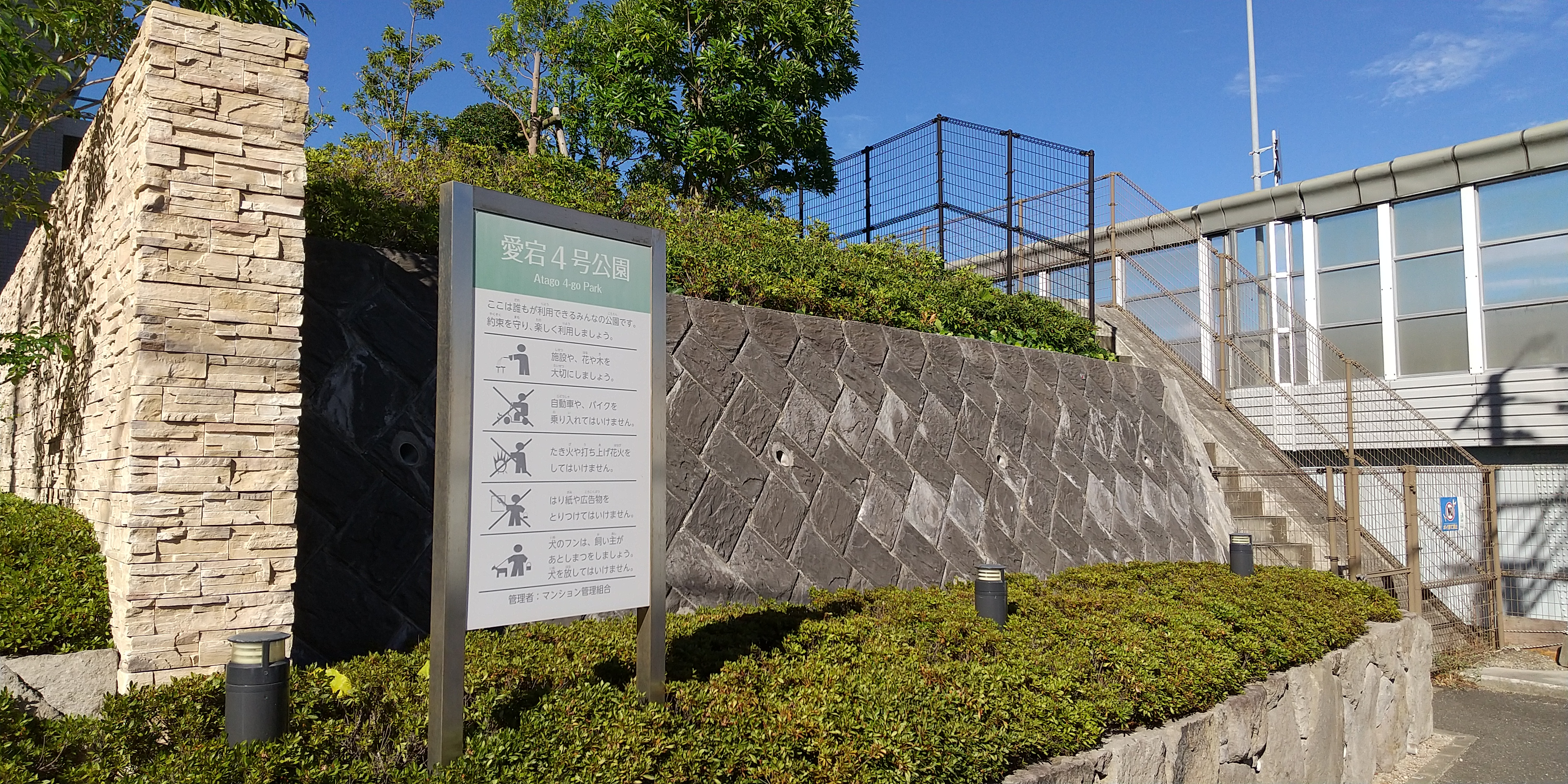
愛宕4号公園
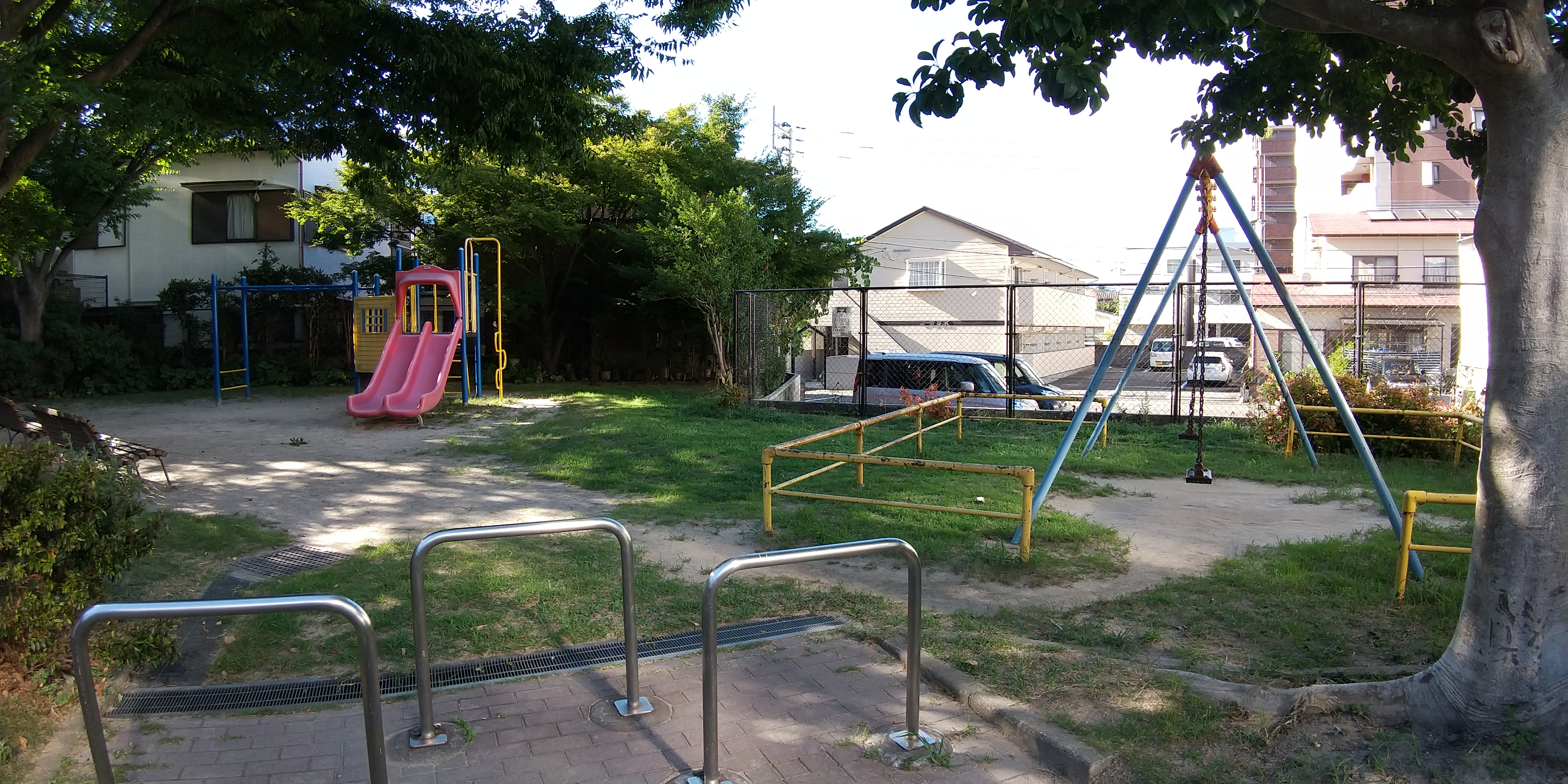
愛宕1号公園
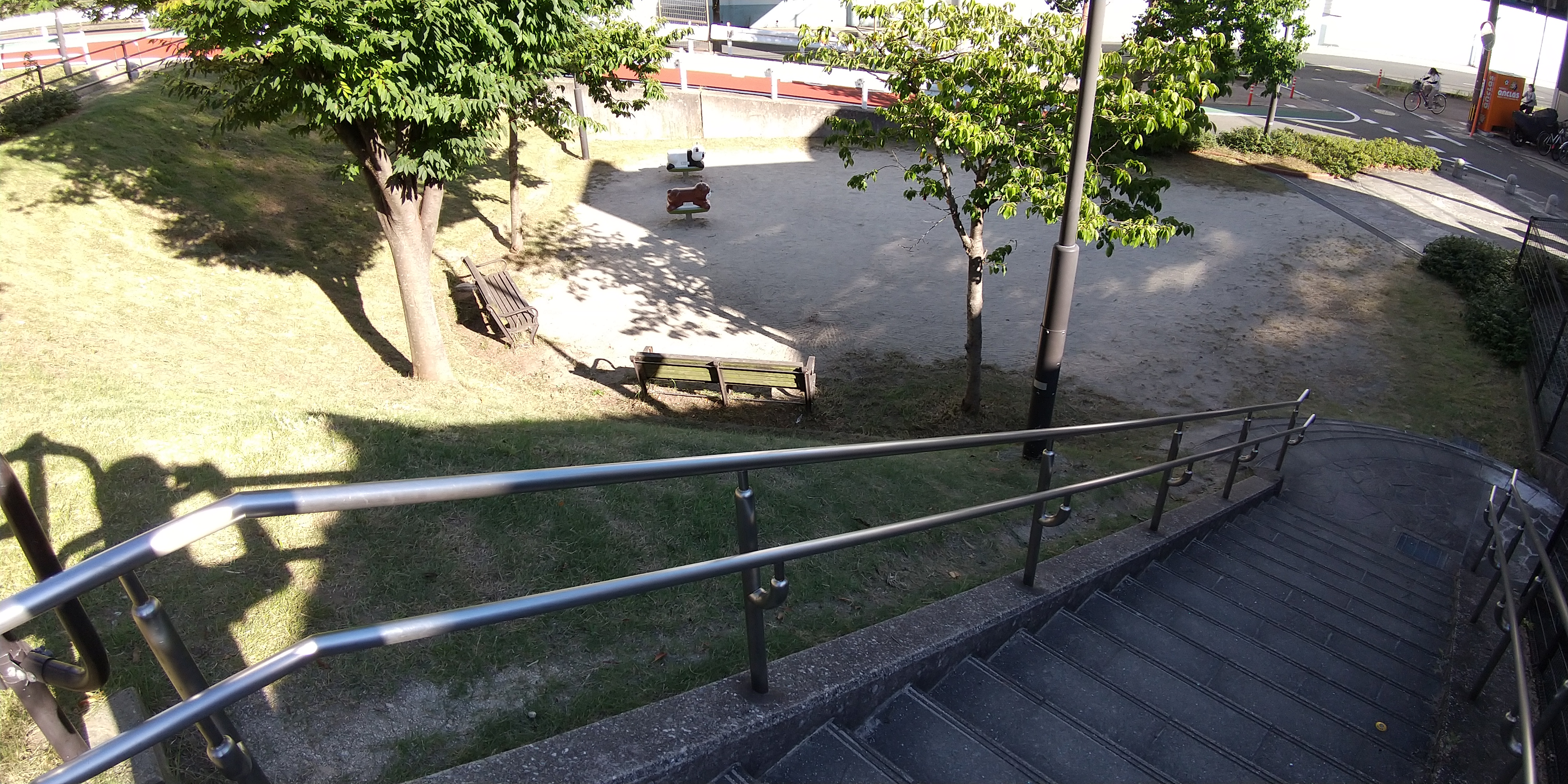
愛宕3号公園
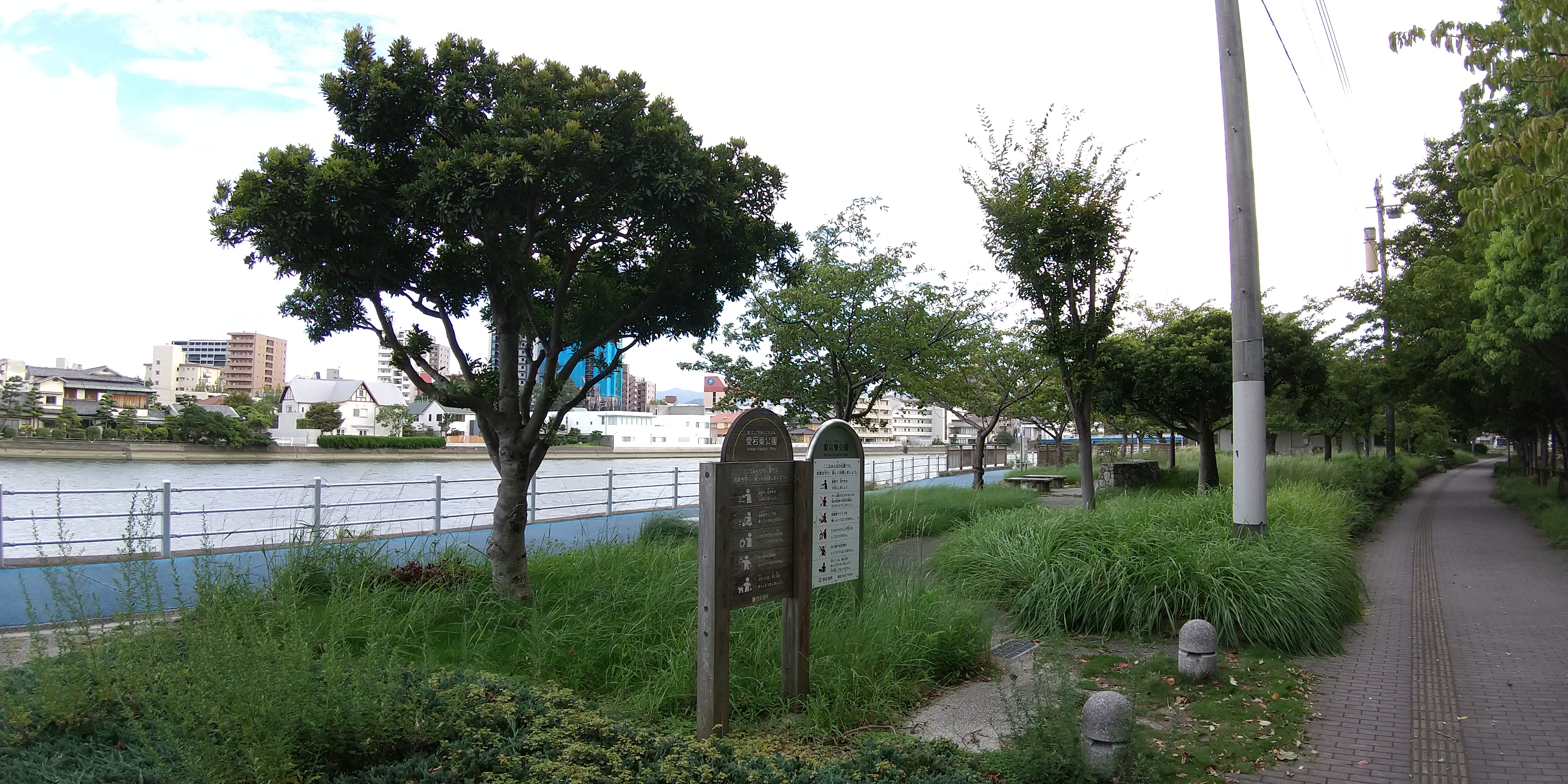
愛宕東公園
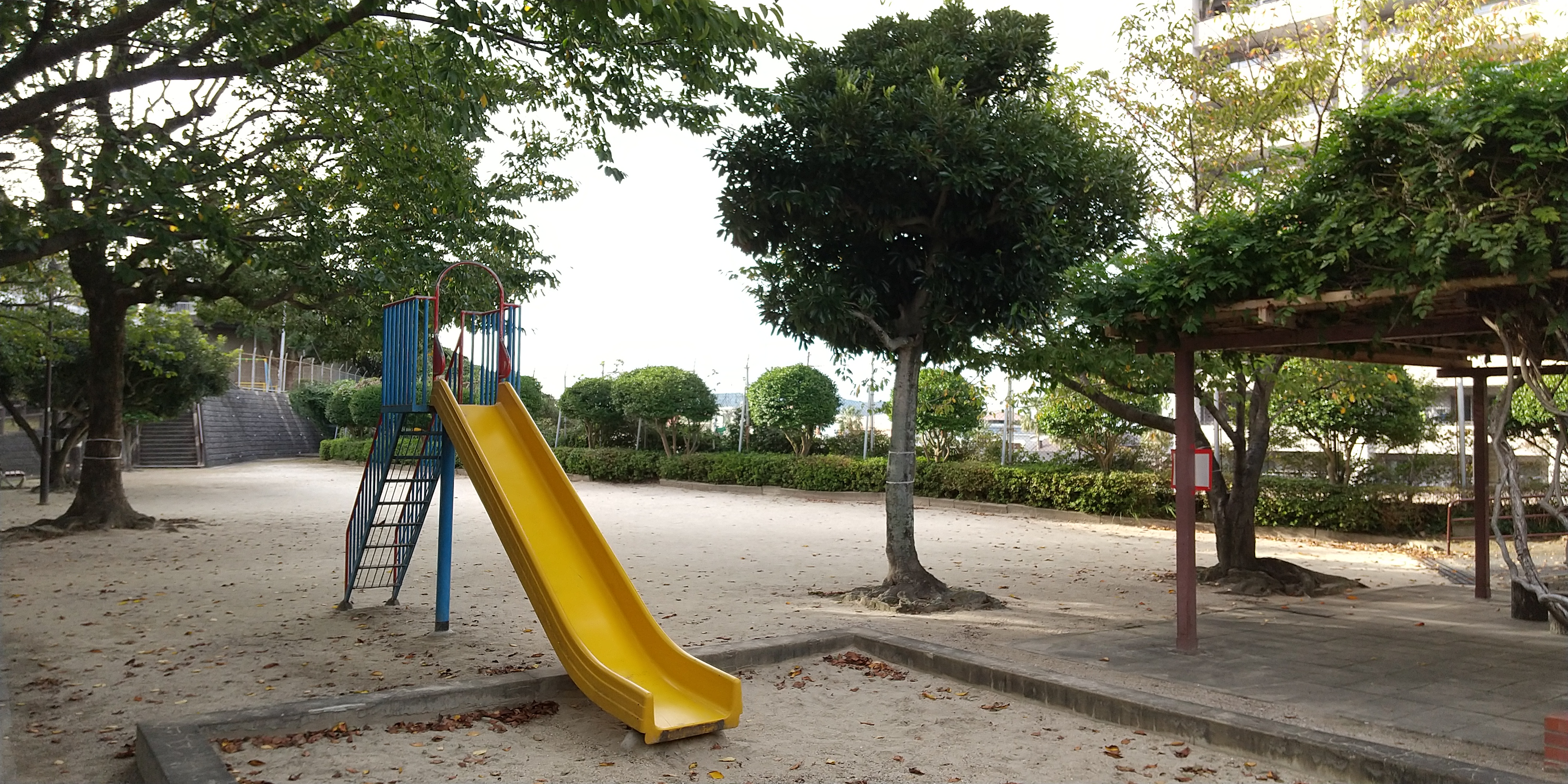
愛宕北公園
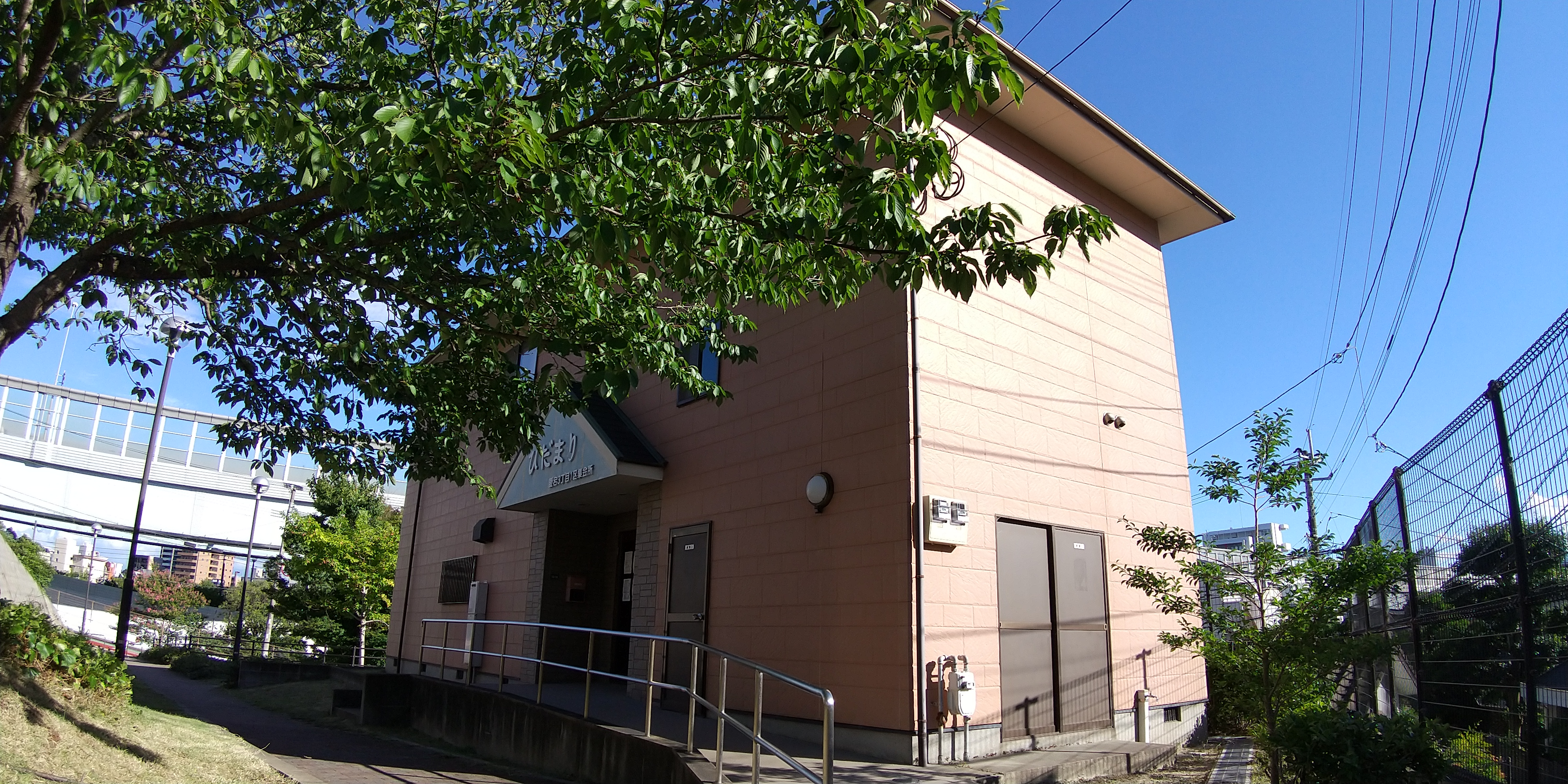
ひだまり（愛宕3丁目1区集会所）

### 教育施設
- 福岡市立愛宕小学校[注釈 15]

教育施設の写真
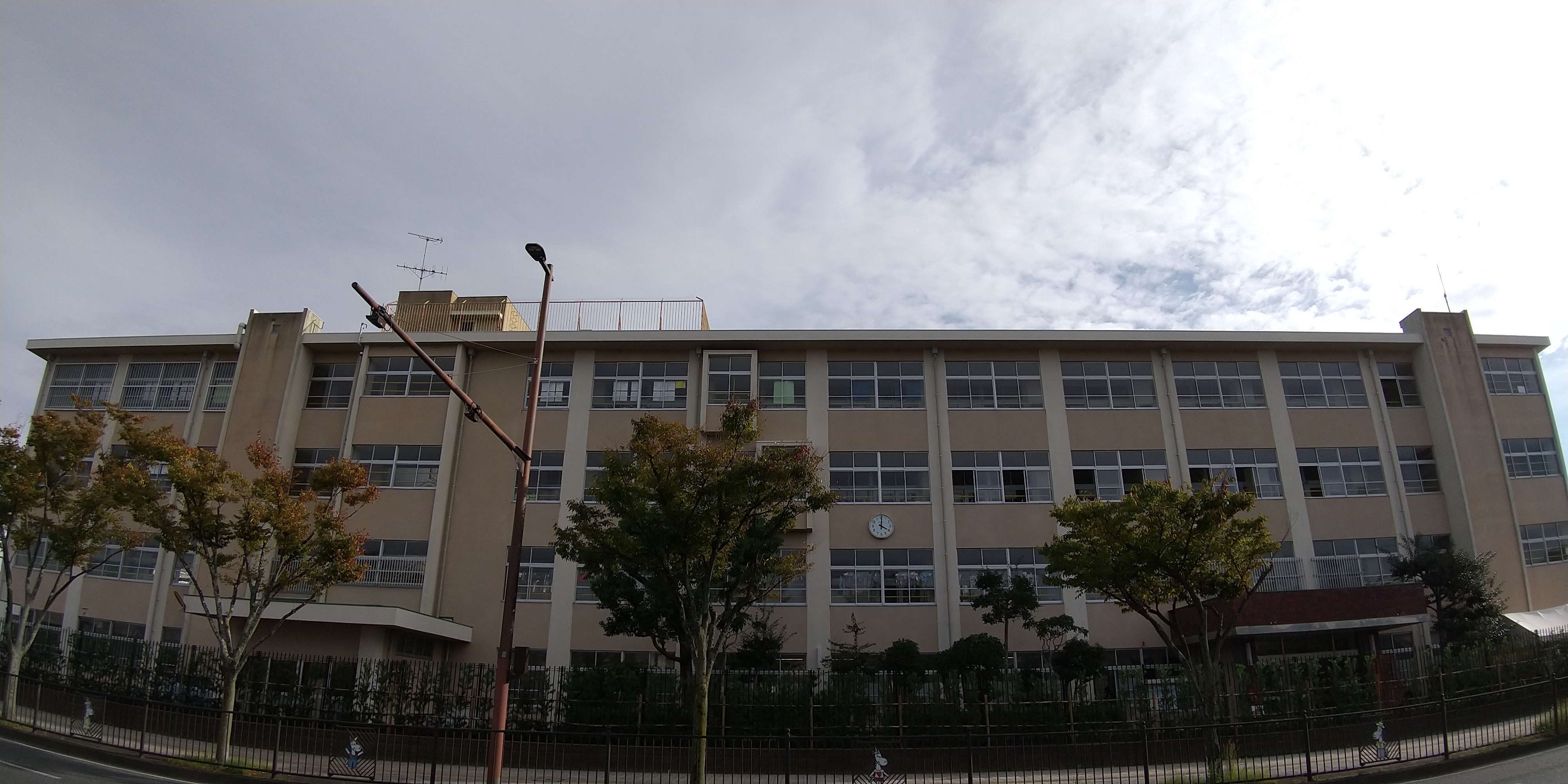
愛宕小学校

中学校は福岡市立姪浜中学校の校区となっている。

### 商業施設
- hitマリナ通り住宅展示場

## 名所・旧跡
- 鷲尾愛宕神社
- 観音寺（かんのんじ）[注釈 16]
- 愛宕山の展望台（愛宕神社境内）[注釈 17]
- 大山祇神社跡公園（）[注釈 18]

主な名所・旧跡の写真
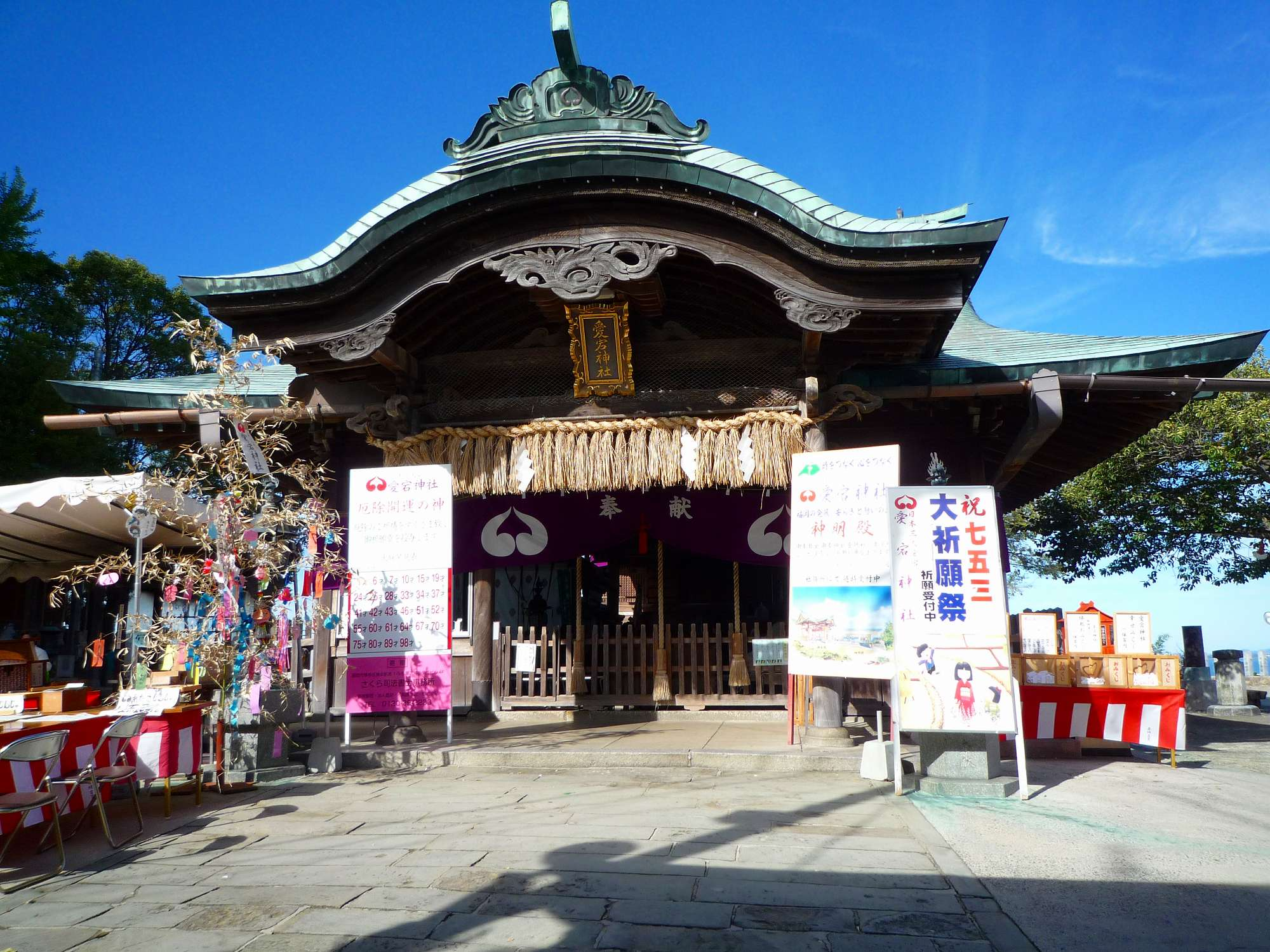
鷲尾愛宕神社の拝殿
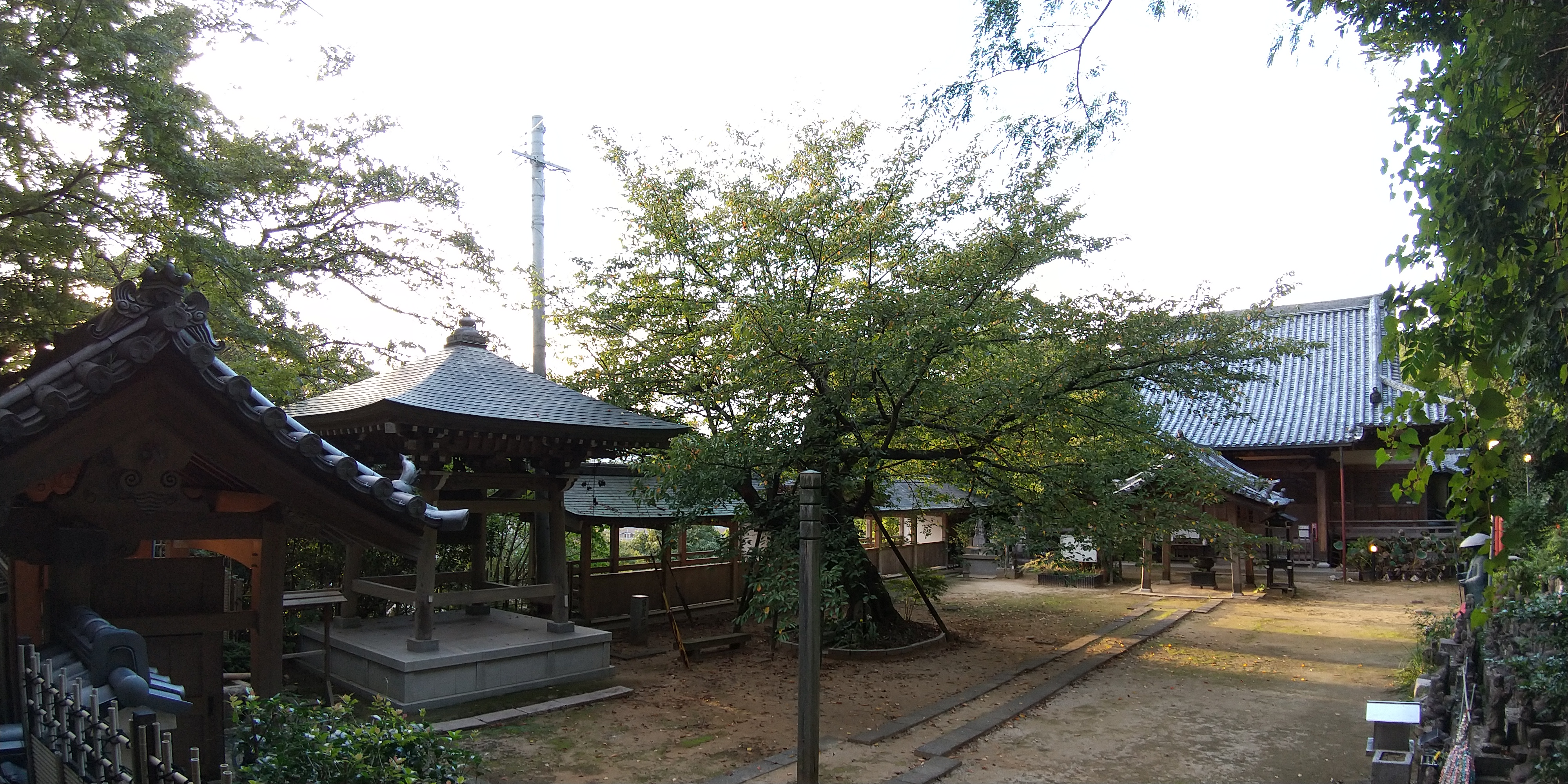
観音寺
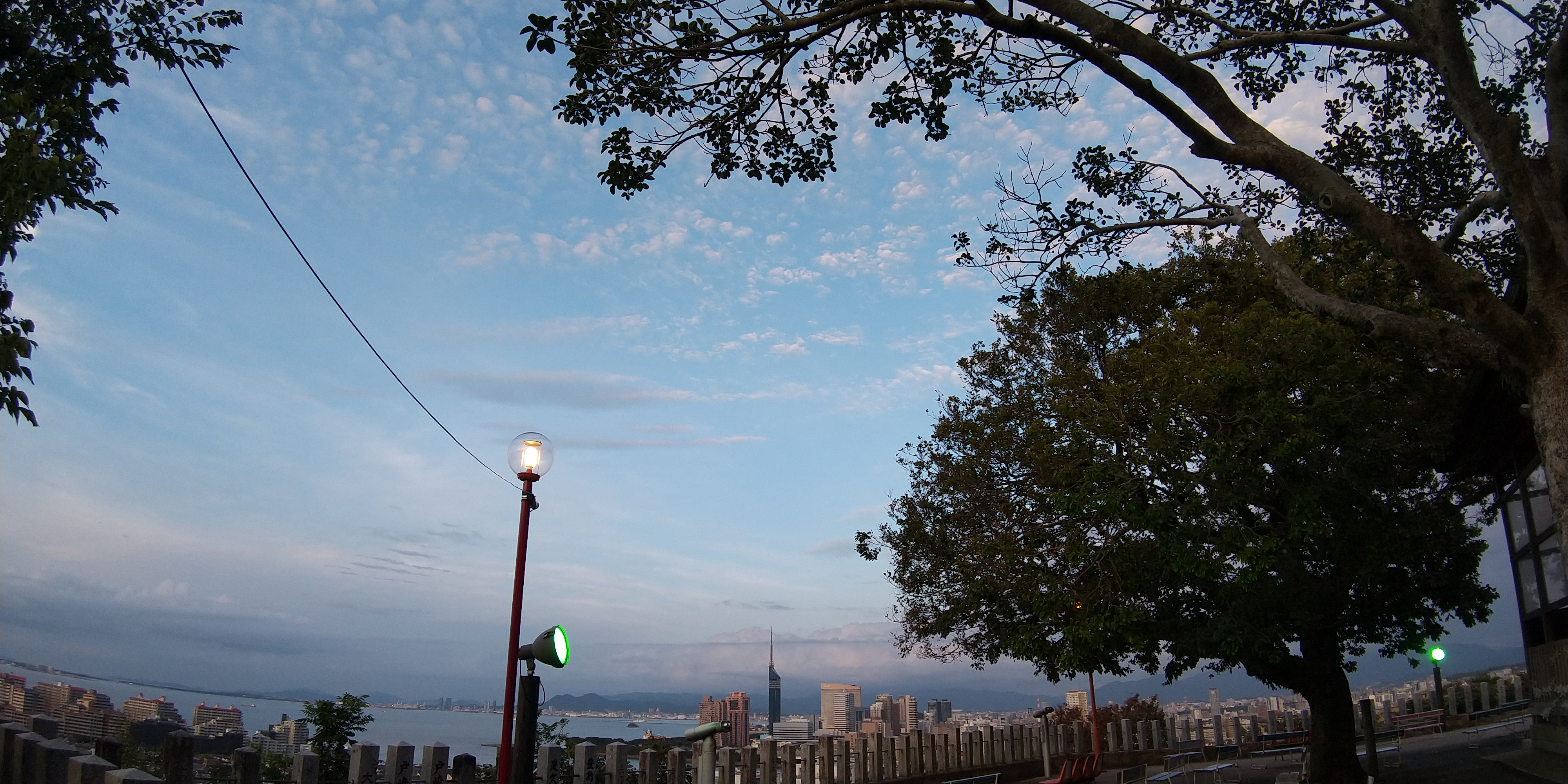
愛宕山の展望台
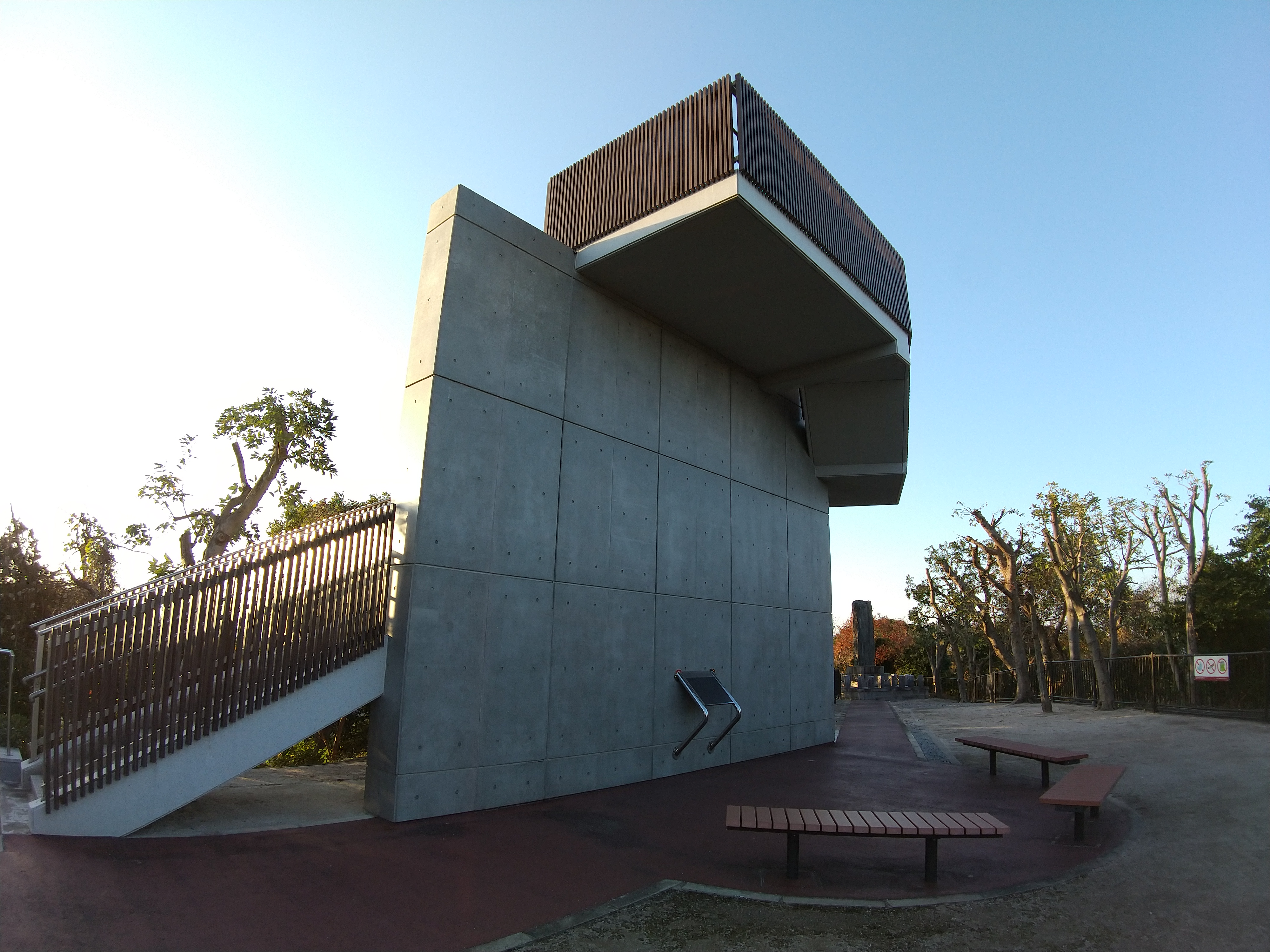
大山祇神社跡公園

## 交通

### 道路
主な幹線道路は次の通り。

#### 都市高速道路
都市高速道路としては、町内の東側に福岡高速道路の福岡高速環状線が通っており、次の出入口がある。
- 愛宕出入口（料金所・ランプ）

都市高速道路の写真
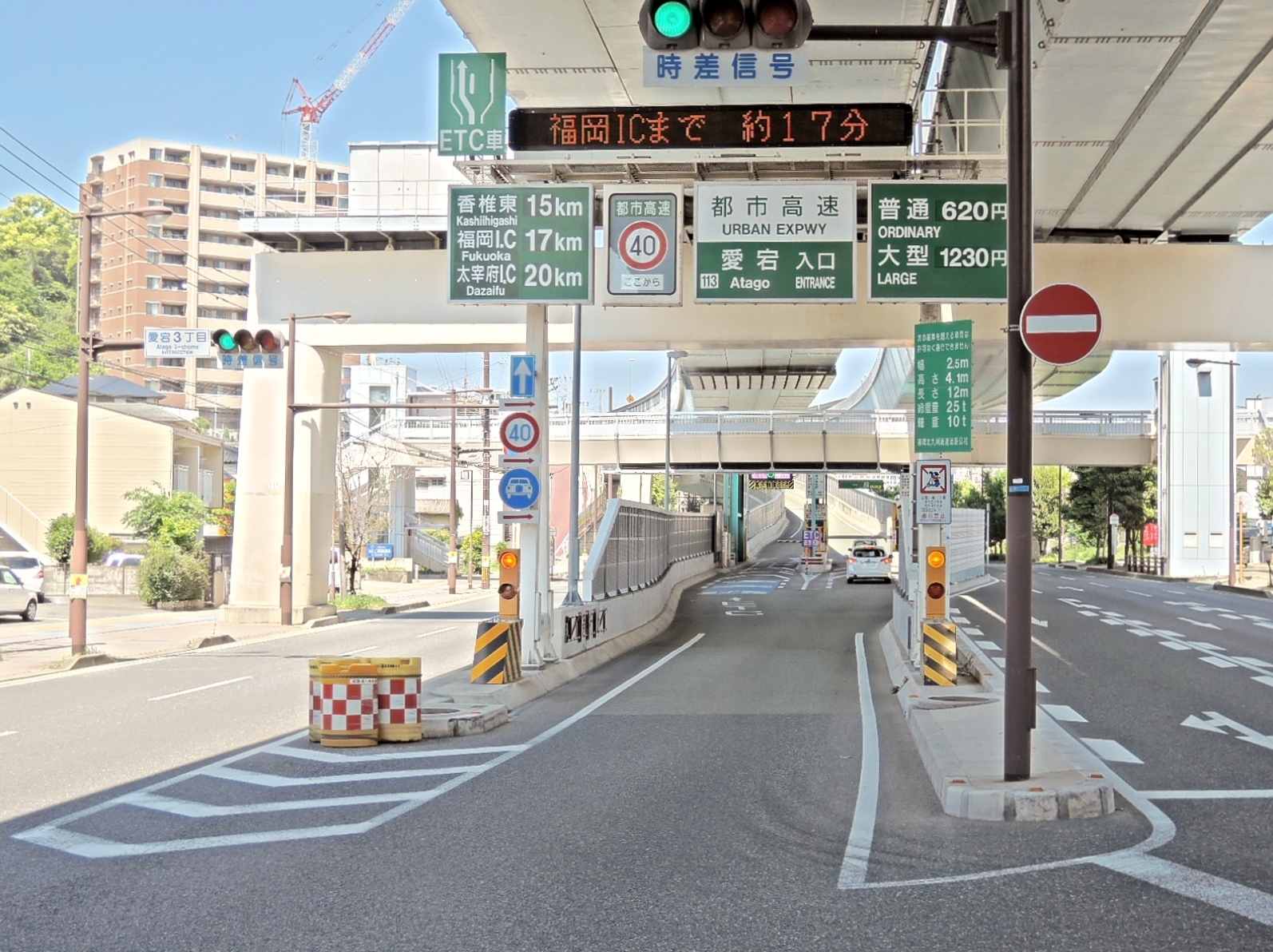
愛宕入口
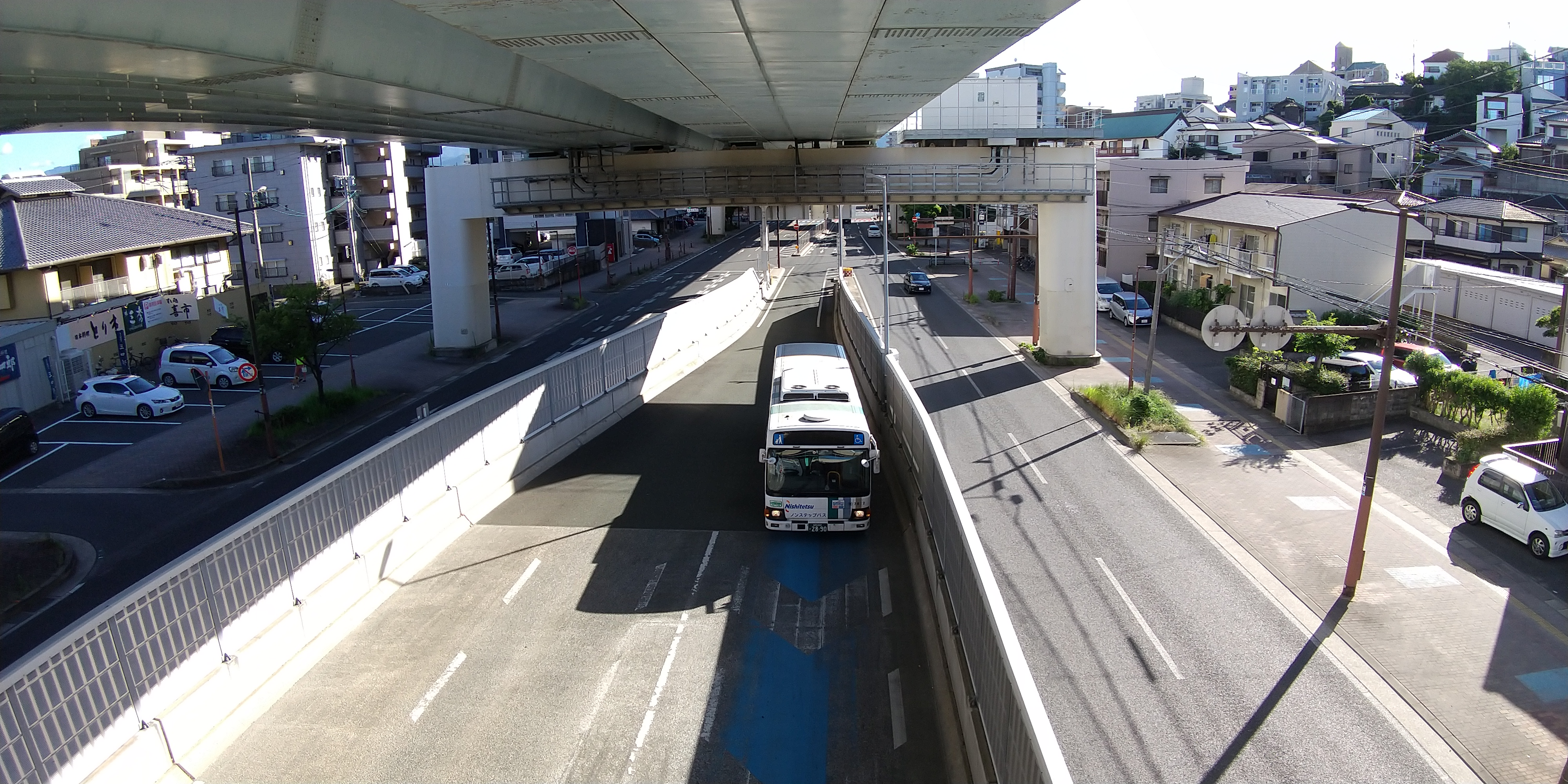
愛宕ランプ
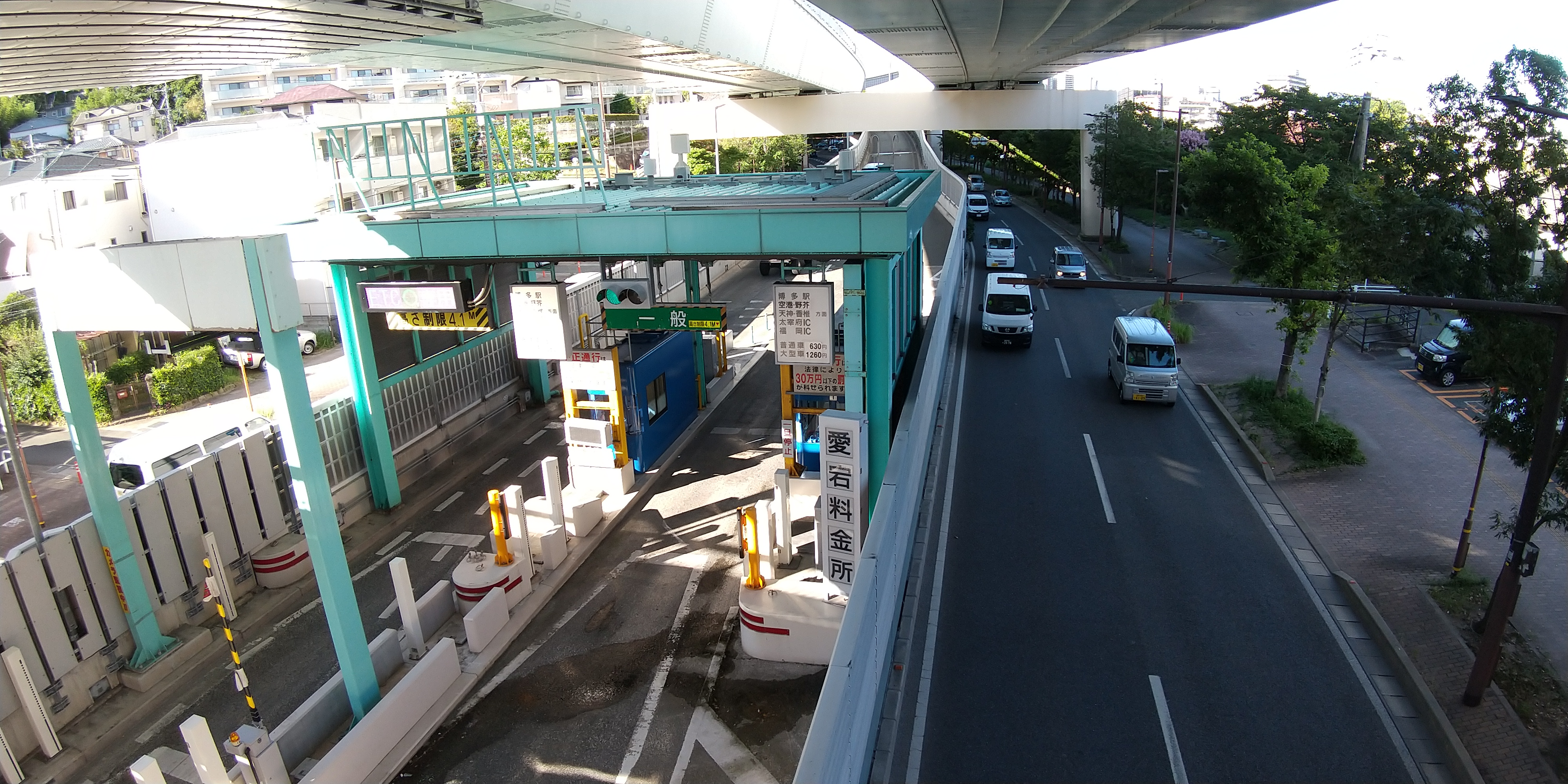
愛宕入口料金所
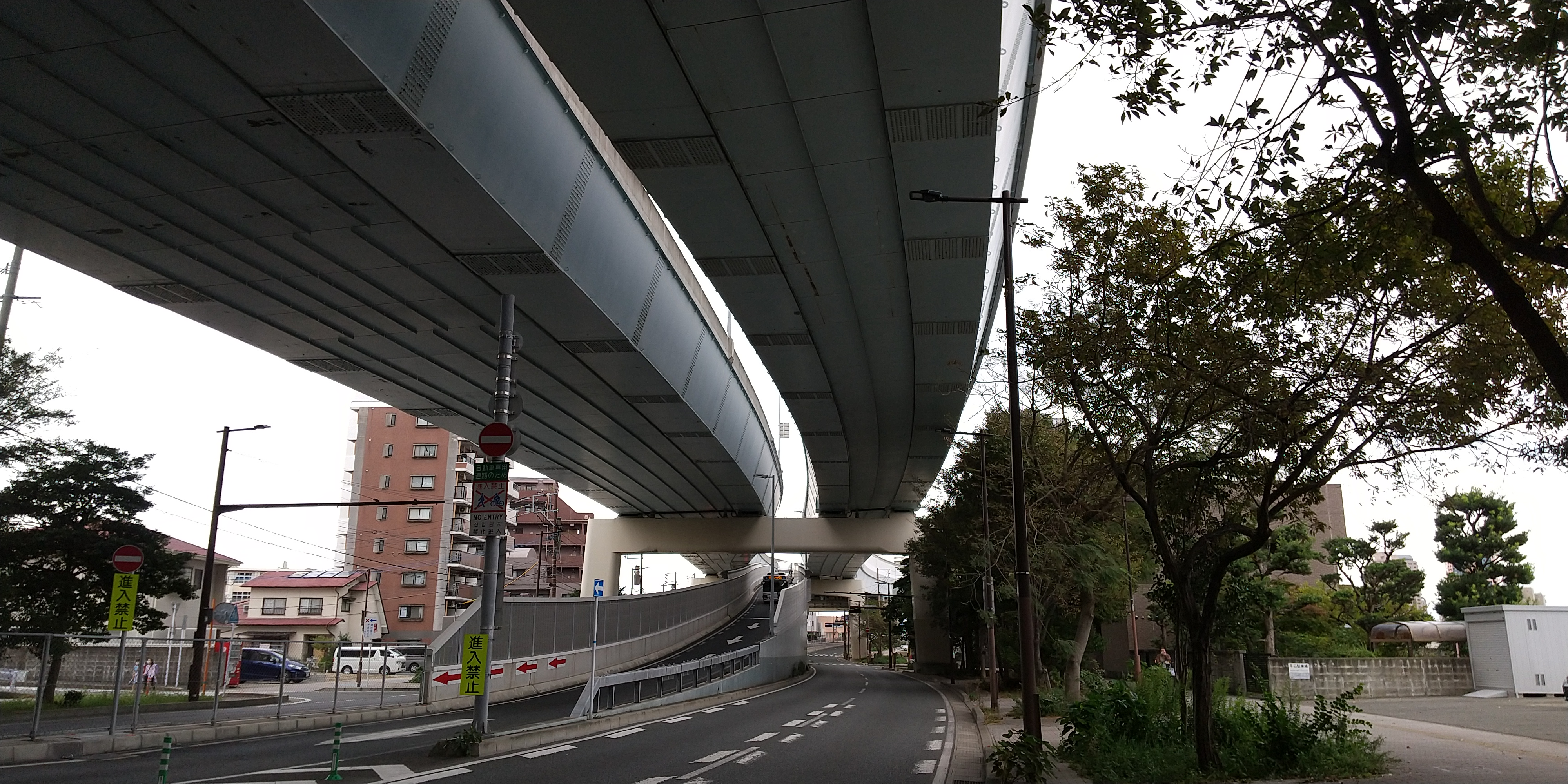
愛宕出口

#### 市道
福岡市が管理する市道の主要なものは次のとおりである。
- 明治通り
- マリナ通り（市道豊浜小戸線）
- 愛宕通り
- 鳥飼姪の浜線
- 豊浜姪の浜線

市道の写真
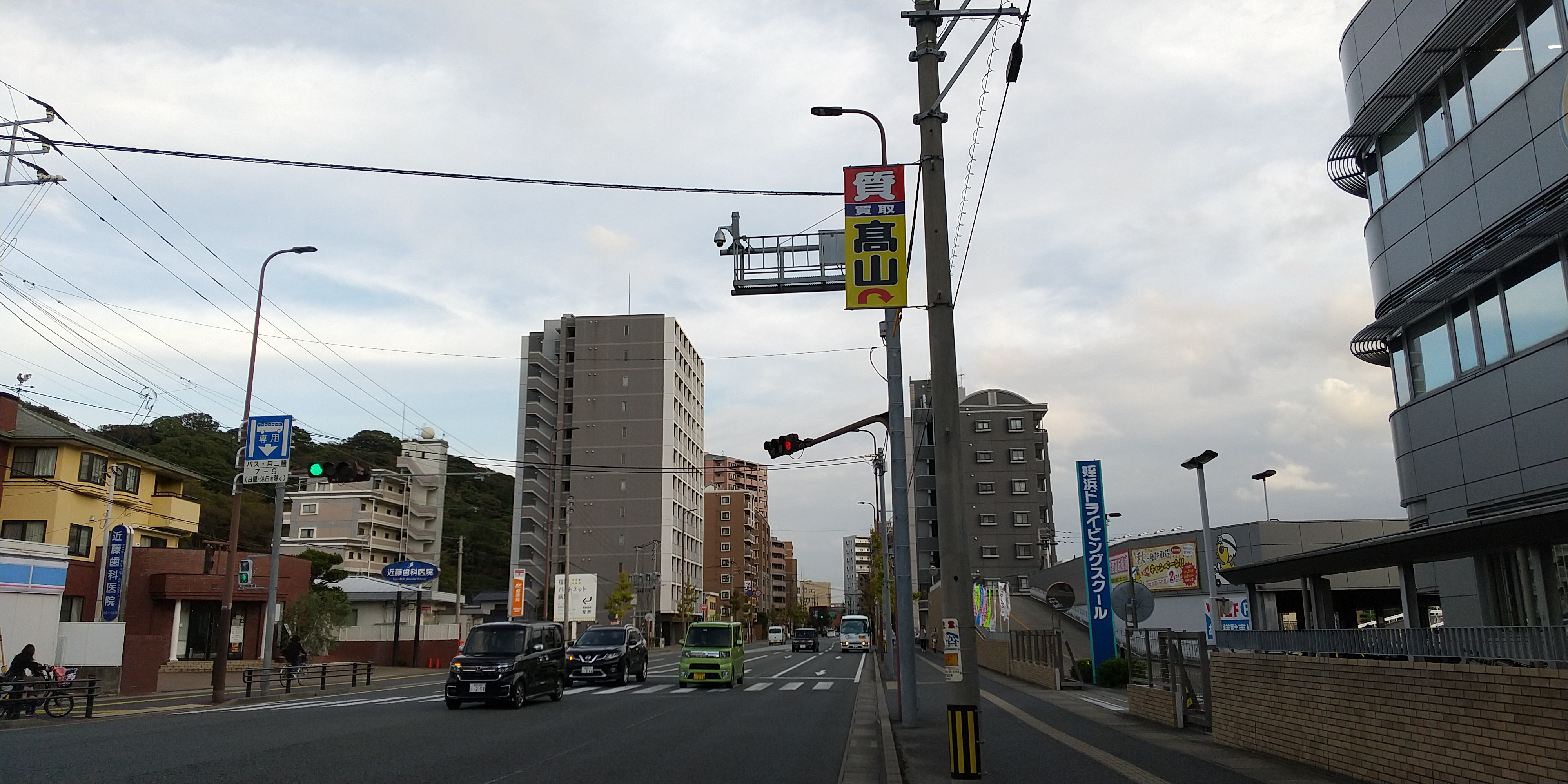
明治通り（豊浜姪の浜線の東側、左：愛宕、右：姪の浜）
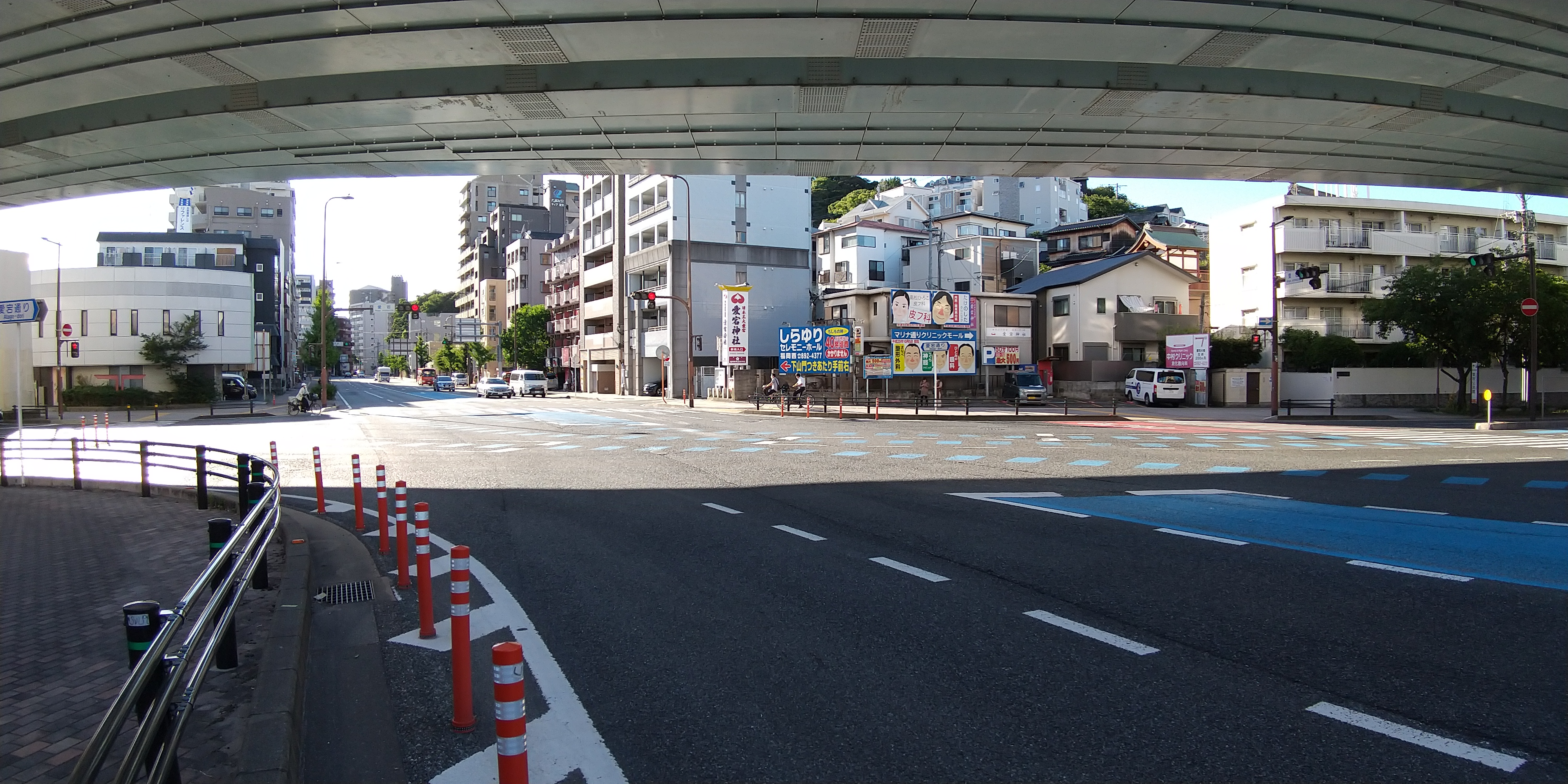
明治通り（愛宕交差点付近、左：愛宕一丁目、右：愛宕三丁目）
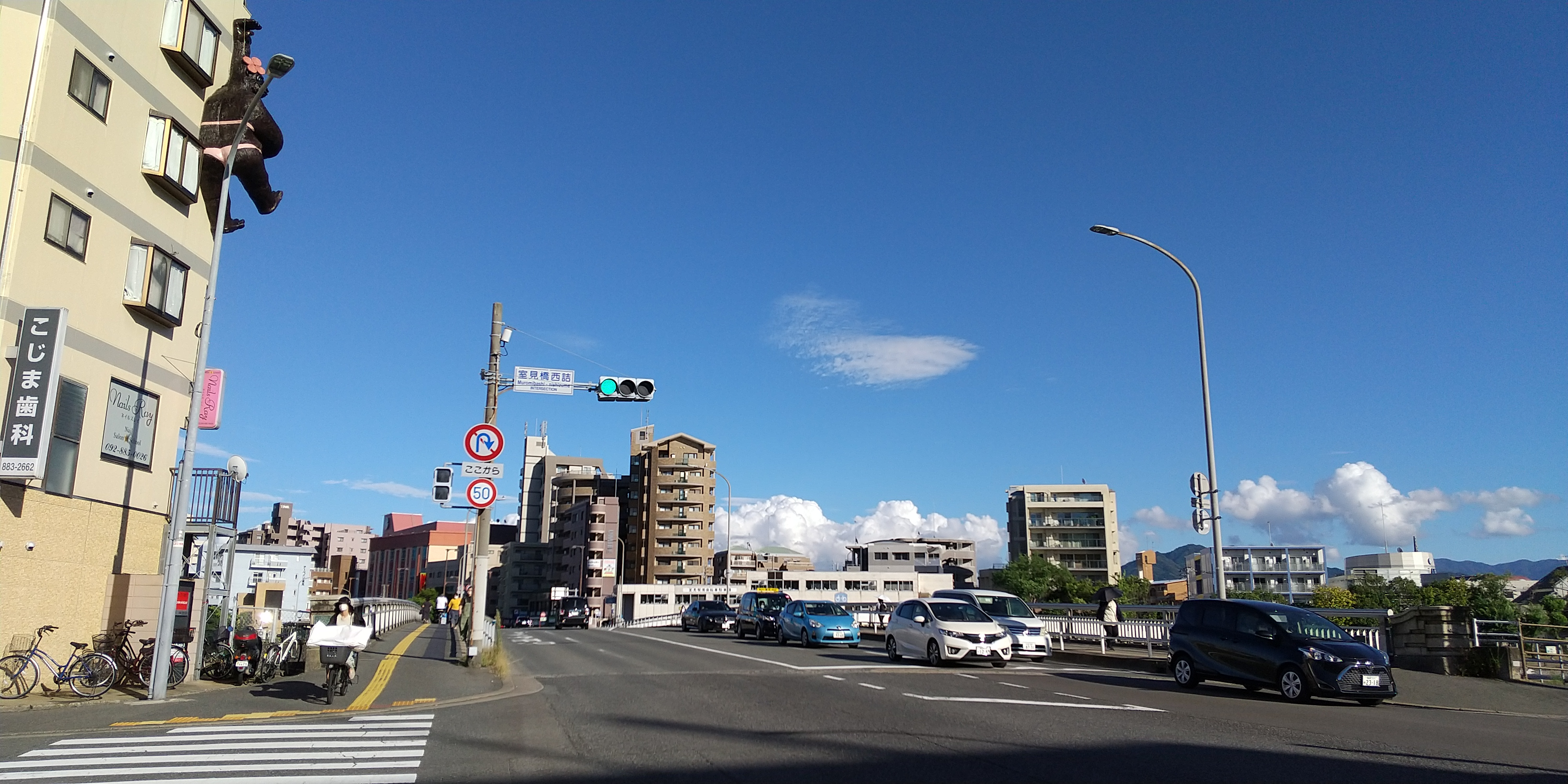
明治通り（室見橋西詰交差点付近、室見橋方向）
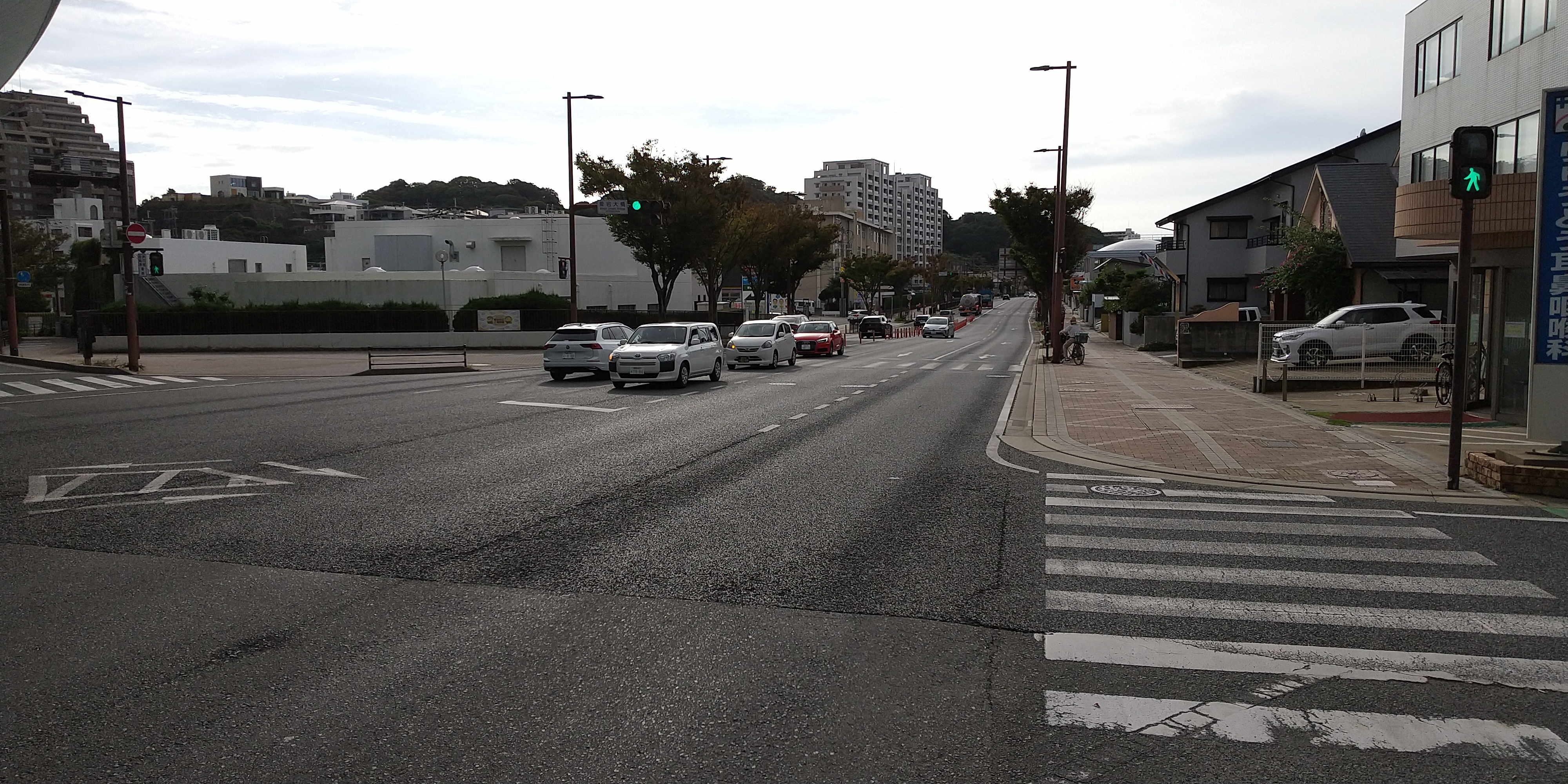
マリナ通り（愛宕大橋交差点の西側、左：愛宕、右：豊浜）
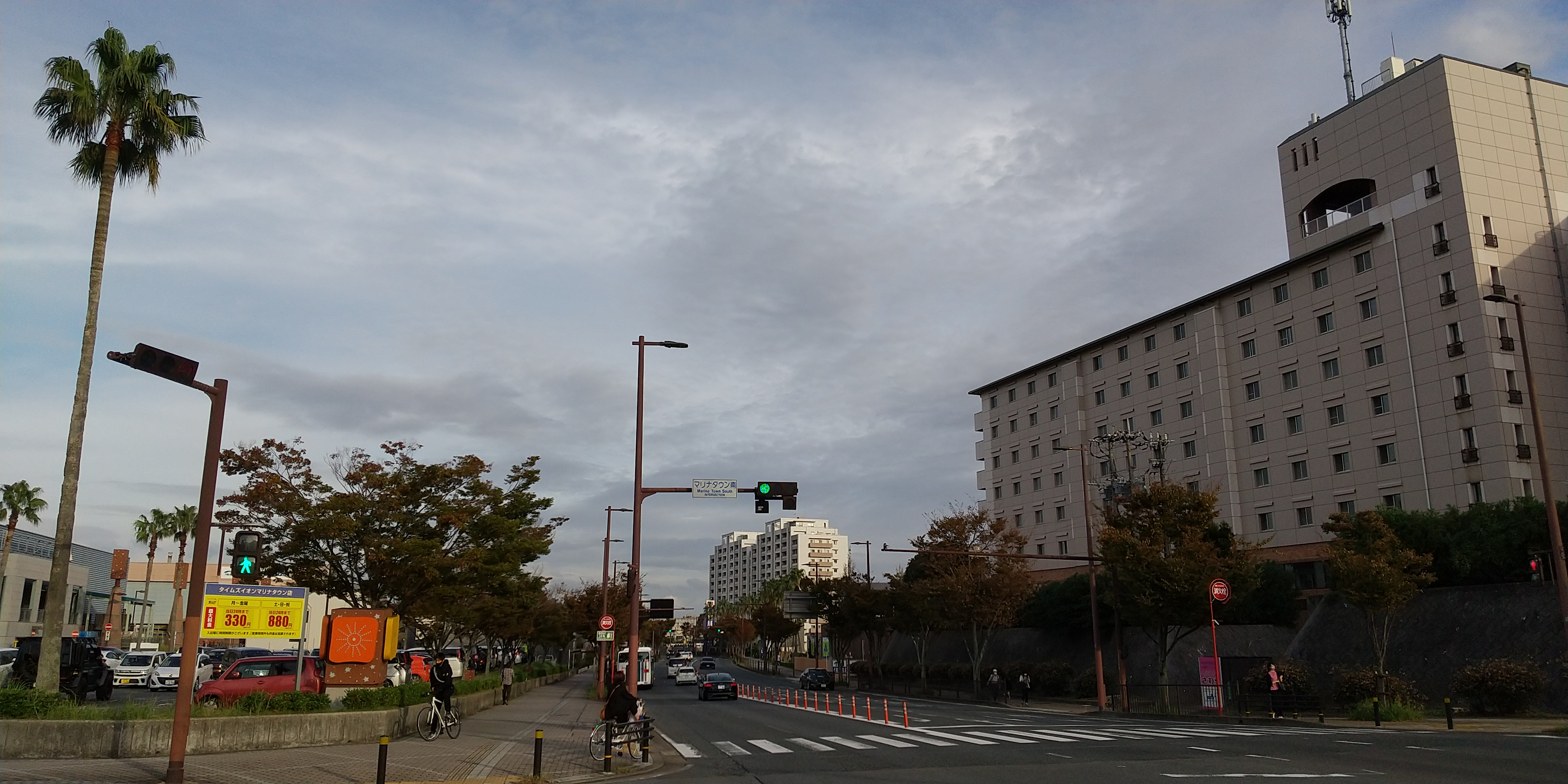
マリナ通り（マリナタウン南交差点の東側、左：豊浜、右：愛宕）
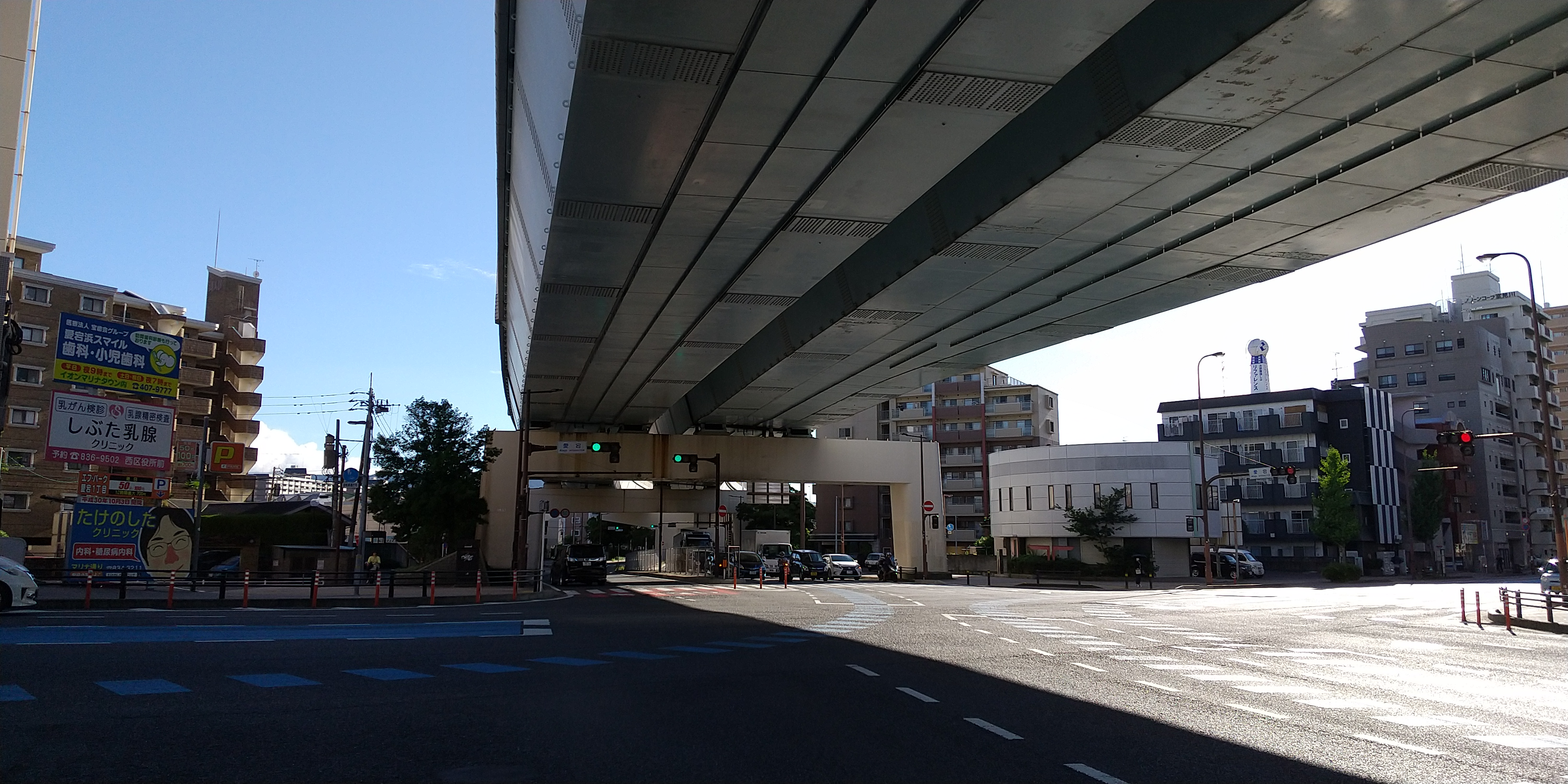
愛宕通り（愛宕交差点付近、愛宕一丁目方向）
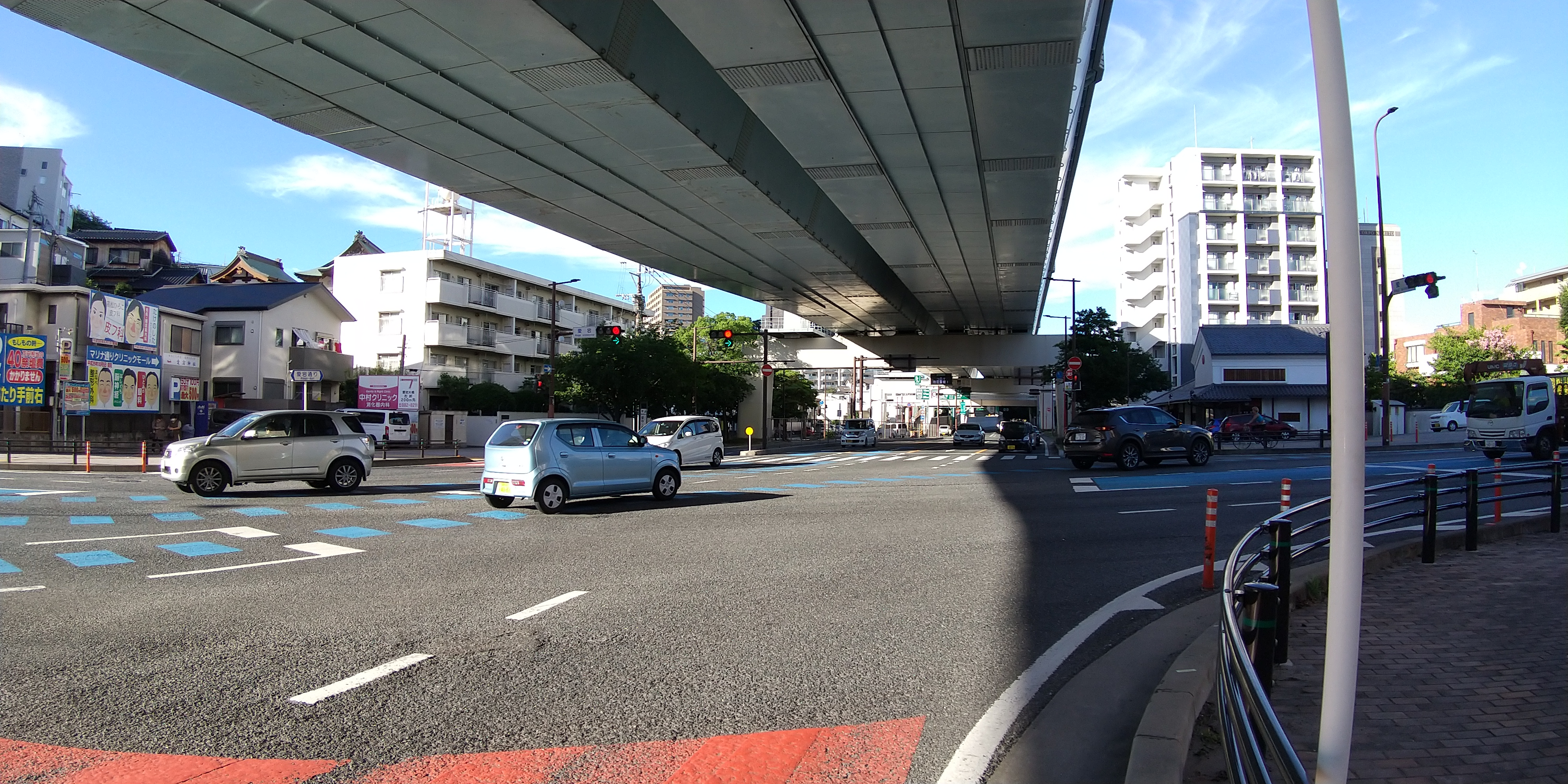
愛宕通り（愛宕交差点付近、愛宕三丁目方向）
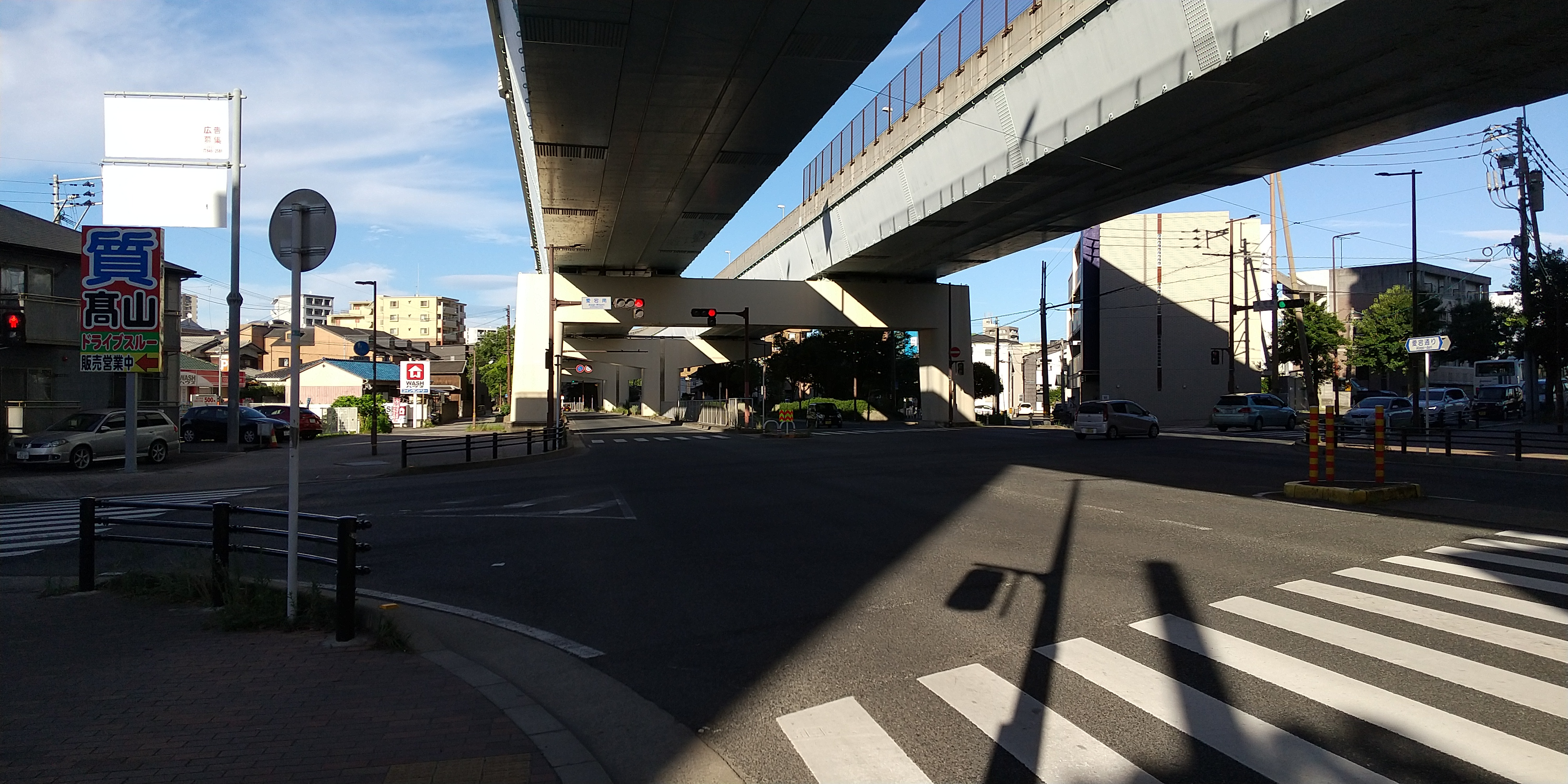
愛宕通り（愛宕南交差点付近、愛宕一丁目方向）
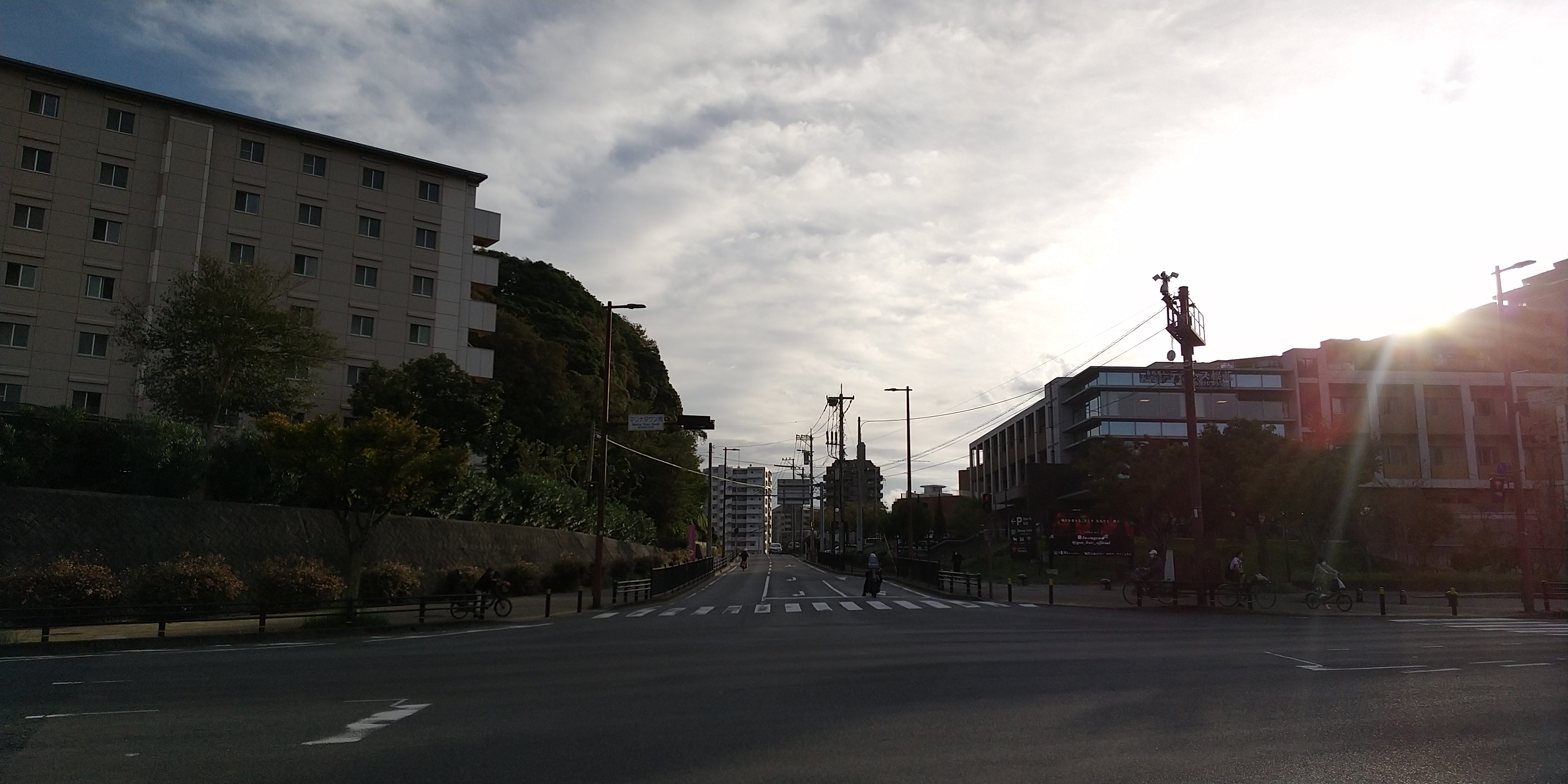
豊浜姪の浜線（マリナタウン南交差点の南側、左：愛宕、右：姪の浜）
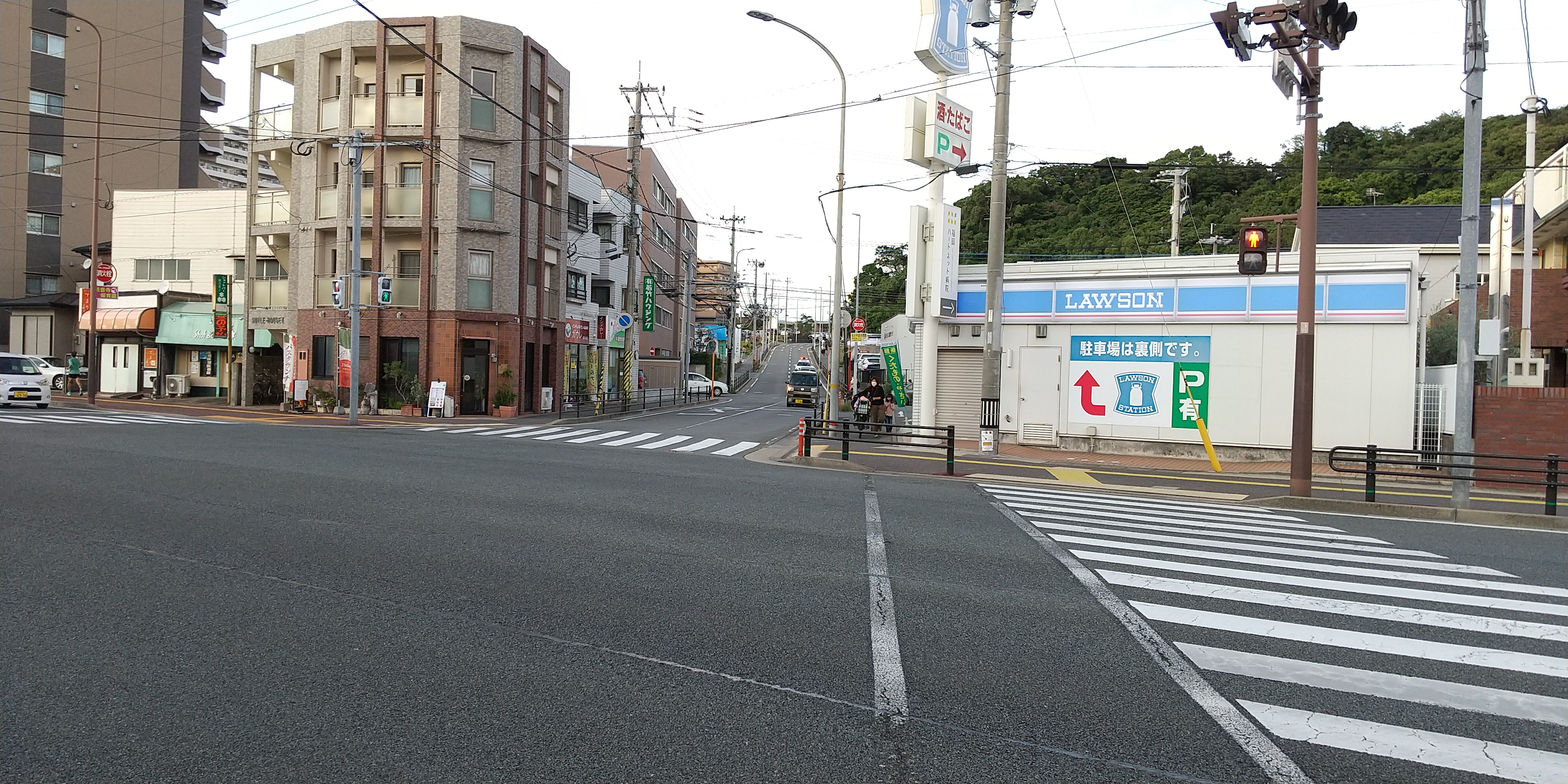
豊浜姪の浜線、明治通りの北側（福岡市西区、左：姪の浜、右：愛宕）

### 鉄道
鉄道については、福岡市交通局が運営する地下鉄の福岡市地下鉄空港線が町内を通っているが、駅は町外にあり、最寄りの駅としては次の駅がある。
- 室見駅（早良区室見一丁目）
- 姪浜駅（西区姪の浜四丁目）

鉄道の写真
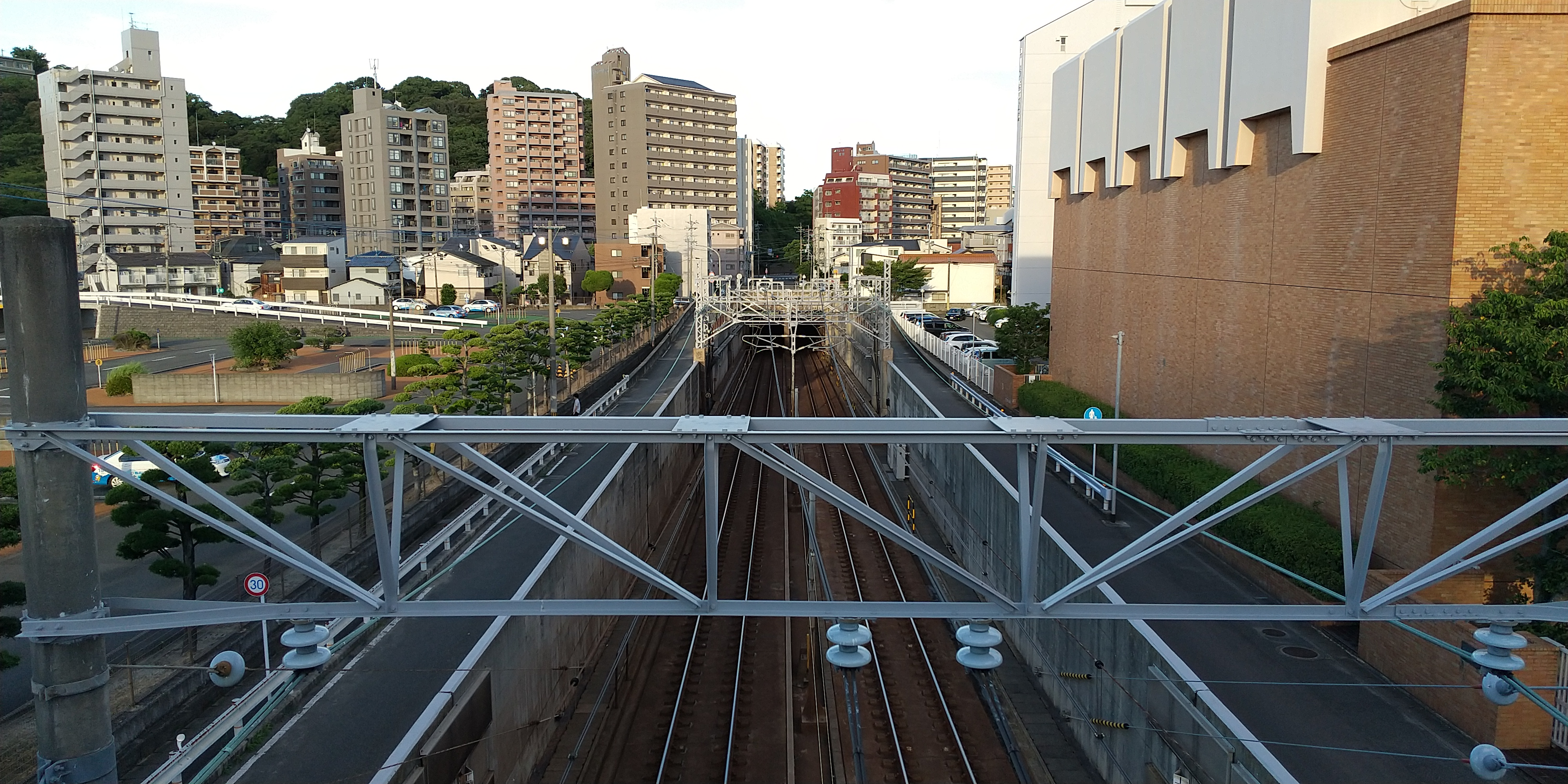
福岡市地下鉄空港線（姪の浜一丁目の姪浜人道橋より愛宕方面を望む）

### バス
バスについては、西日本鉄道株式会社が運営するバスが運行しており、次の停留所がある。
- 愛宕一丁目（都市高速下）
- 愛宕二丁目
- 愛宕四丁目
- 愛宕下
- 愛宕神社前
- 愛宕神社入口